# 2004-es Formula–1 világbajnokság
A 2004-es Formula–1 világbajnokság volt az FIA Formula–1 világbajnokság 55. kiírása. 2004. március 7-étől október 24-éig tartott, és 18 futamból állt. Mind az egyéni, mind a konstruktőri versenyben bajnoki címvédés történt, a versenyzők között Michael Schumacher hetedik, míg a gyártóknál a Ferrari tizennegyedik világbajnokságát nyerte. Ebben az évben debütált Gianmaria Bruni, Giorgio Pantano, Timo Glock és Christian Klien. Új helyszínként a bahreini illetve a kínai nagydíj került be a versenynaptárba.
A 2004-es szezonban tizenhárom nemzet huszonöt versenyzője vett részt. Legnagyobb számban Brazília képviseltette magát öt versenyzőjével, de Németország és Olaszország is egyaránt négy-négy fővel volt jelen.
Michael Schumacher új rekordot állított fel az egy szezonban megnyert futamok számát tekintve: tizenhárom versenyen intették le elsőnek ez évben. Ezzel saját, 2002-es rekordját döntötte meg, amikor tizenegy futamon volt első.

## Változások 2004-ben
Két új helyszínen rendeztek versenyt a 2004-es szezonban. A bahreini nagydíj az első közel-keleti futamként, a kínai nagydíj pedig a Föld legnépesebb országában rendezett versenyként került a versenynaptárba. A bahreini futam a harmadik, a kínai verseny pedig a tizenhatodik volt a bajnokság menetrendjében. Az osztrák nagydíj hét év után először nem volt része a sorozatnak. A brazil nagydíj a szezon elejéről az évad végére került át, az amerikai nagydíjat pedig a szokásos szeptember helyett júniusban rendezték meg. Erre azért volt szükség, hogy a szintén észak-amerikai kanadai nagydíjra két egymást követő héten lehessen eljutni, ezáltal is csökkentve a csapatok utaztatási költségeit.

### Szabályok
Ez évtől azon csapatok, melyek az előző évben nem végeztek az első négy hely valamelyikén a gyártók versenyében, a versenyhétvége pénteki napján indíthattak harmadik versenyzőt. E lehetőséggel egyedül a Sauber istálló nem élt, plusz költségekre hivatkozva.

### Versenyzők

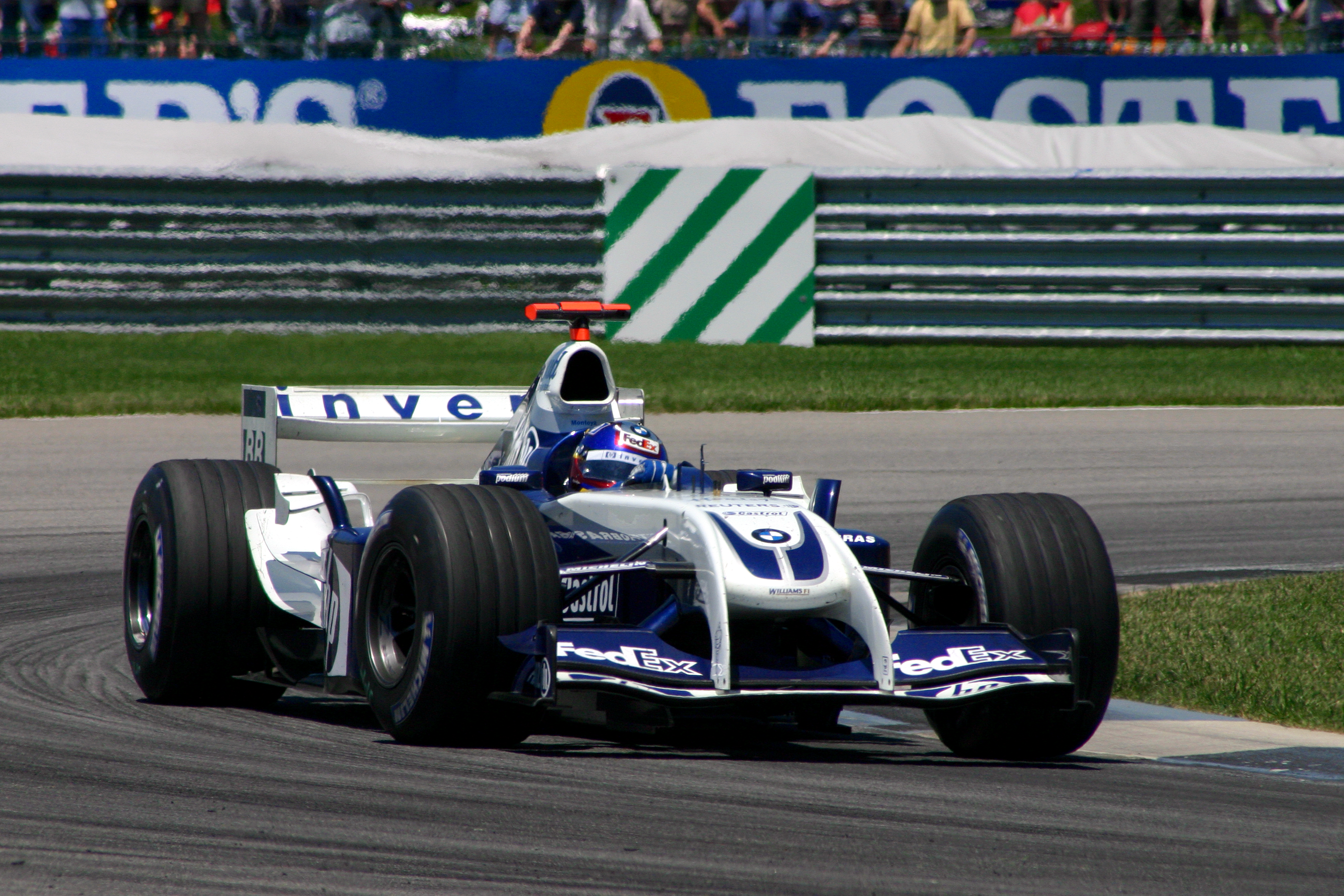
Juan Pablo Montoya a Williamsben

A három élcsapat, a Ferrari, a McLaren és a Williams nem változtatott versenyzőin. Michael Schumacher és Rubens Barrichello immár ötödik közös évét kezdte. A McLarennek ez volt a harmadik évadja Kimi Räikkönen, David Coulthard felállásban, a Williams-BMW pedig negyedik szezonjának vágott neki Juan Pablo Montoya és Ralf Schumacher kettősével. Ralf Schumacher az amerikai nagydíjon elszenvedett balesete miatt hat versenyt volt kénytelen kihagyni. E versenyeken Ralfot a csapat két tesztpilótája, Marc Gené és Antônio Pizzonia helyettesítette, előbbi két, utóbbi négy futamon.

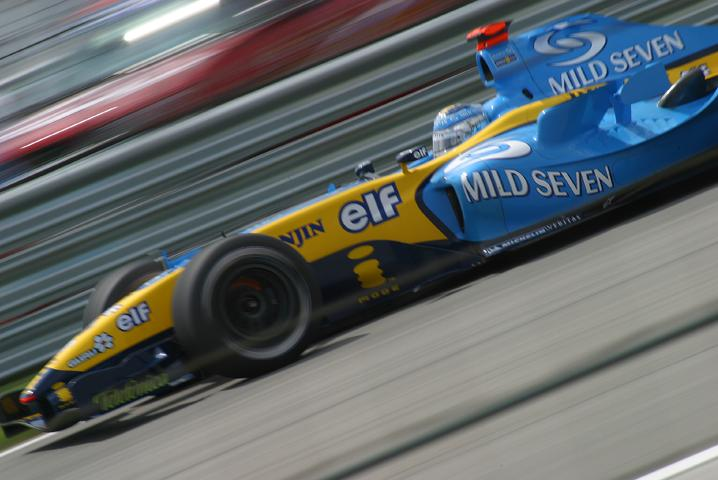
Jarno Trulli a Renault-ban

A Renault-nál Fernando Alonso és Jarno Trulli második közös szezonjának vágott neki. Az olasz nagydíj után a csapatvezető, Flavio Briatore és Trulli közt azonban oly szinten megromlott a viszony, hogy az olasz versenyző kénytelen volt otthagyni a csapatot. Helyét a hátralévő három versenyen az 1997-es világbajnok Jacques Villeneuve foglalta el. A BAR-Honda két versenyzője a brit Jenson Button és a japán Szató Takuma volt. Button a 2003-as évet már a BAR csapatában versenyezte végig, Szató pedig korábban csak egy alkalommal, a 2003-as japán nagydíjon vett részt a brit alakulat pilótájaként. Felipe Massa egy év kihagyás után visszatért a Sauber istállóhoz, csapattársa a Jordantól átigazolt tapasztalt olasz, Giancarlo Fisichella volt. A Jaguar csapatánál Mark Webber és az újonc Christian Klien volt a két versenyző. A Toyotánál négy pilóta váltotta egymást a szezon során. Az utolsó Formula–1-es évadját teljesítő Olivier Panis tizenhét, Cristiano da Matta tizenkettő, Ricardo Zonta öt, a Renault csapatát otthagyó Jarno Trulli pedig két futam erejéig versenyzett a japán gyárnál. A Jordan, leváltva korábbi versenyzőgárdáját, ez évben Nick Heidfelddel és az újonc Giorgio Pantanóval kezdte meg a szezont. Az olaszt azonban négy futamon a szintén újonc Timo Glock helyettesítette. A Minardi csapatában, a 2003-as évben két versenyt teljesítő Baumgartner Zsolt, valamint az újonc Gianmaria Bruni kapott helyet.

## Csapatok és versenyzők
| Csapat                     | Konstruktőr | Modell         | Motor                    | Gumi | Rajtszám | Pilóta               | Rajtszám | Harmadik pilóta            | Teszt pilóták                   |
| -------------------------- | ----------- | -------------- | ------------------------ | ---- | -------- | -------------------- | -------- | -------------------------- | ------------------------------- |
| Scuderia Ferrari Marlboro  | Ferrari     | F2004          | Ferrari 053 3.0 V10      | B    | 1        | Michael Schumacher   |          | nem volt                   | Luca Badoer Luciano Burti       |
| Scuderia Ferrari Marlboro  | Ferrari     | F2004          | Ferrari 053 3.0 V10      | B    | 2        | Rubens Barrichello   |          | nem volt                   | Luca Badoer Luciano Burti       |
| BMW WilliamsF1 Team        | Williams    | FW26           | BMW P84 3.0 V10          | M    | 3        | Juan Pablo Montoya   |          | nem volt                   | Antônio Pizzonia Marc Gené      |
| BMW WilliamsF1 Team        | Williams    | FW26           | BMW P84 3.0 V10          | M    | 4        | Ralf Schumacher      |          | nem volt                   | Antônio Pizzonia Marc Gené      |
| BMW WilliamsF1 Team        | Williams    | FW26           | BMW P84 3.0 V10          | M    | 4        | Marc Gené            |          | nem volt                   | Antônio Pizzonia Marc Gené      |
| BMW WilliamsF1 Team        | Williams    | FW26           | BMW P84 3.0 V10          | M    | 4        | Antônio Pizzonia     |          | nem volt                   | Antônio Pizzonia Marc Gené      |
| West McLaren Mercedes      | McLaren     | MP4-19 MP4-19B | Mercedes FO 110Q 3.0 V10 | M    | 5        | David Coulthard      |          | nem volt                   | Alexander Wurz Pedro de la Rosa |
| West McLaren Mercedes      | McLaren     | MP4-19 MP4-19B | Mercedes FO 110Q 3.0 V10 | M    | 6        | Kimi Räikkönen       |          | nem volt                   | Alexander Wurz Pedro de la Rosa |
| Mild Seven Renault F1 Team | Renault     | R24            | Renault RS24 3.0 V10     | M    | 7        | Jarno Trulli         |          | nem volt                   | Franck Montagny                 |
| Mild Seven Renault F1 Team | Renault     | R24            | Renault RS24 3.0 V10     | M    | 7        | Jacques Villeneuve   |          | nem volt                   | Franck Montagny                 |
| Mild Seven Renault F1 Team | Renault     | R24            | Renault RS24 3.0 V10     | M    | 8        | Fernando Alonso      |          | nem volt                   | Franck Montagny                 |
| Lucky Strike BAR Honda     | BAR         | 006            | Honda RA004E 3.0 V10     | M    | 9        | Jenson Button        | 35       | Anthony Davidson           | Anthony Davidson                |
| Lucky Strike BAR Honda     | BAR         | 006            | Honda RA004E 3.0 V10     | M    | 10       | Szató Takuma         | 35       | Anthony Davidson           | Anthony Davidson                |
| Sauber Petronas            | Sauber      | C23            | Petronas 04A 3.0 V10     | B    | 11       | Giancarlo Fisichella |          | nem volt                   | Neel Jani                       |
| Sauber Petronas            | Sauber      | C23            | Petronas 04A 3.0 V10     | B    | 12       | Felipe Massa         |          | nem volt                   | Neel Jani                       |
| Jaguar Racing              | Jaguar      | R5             | Cosworth CR-6 3.0 V10    | M    | 14       | Mark Webber          | 37       | Björn Wirdheim             | Björn Wirdheim                  |
| Jaguar Racing              | Jaguar      | R5             | Cosworth CR-6 3.0 V10    | M    | 15       | Christian Klien      | 37       | Björn Wirdheim             | Björn Wirdheim                  |
| Panasonic Toyota Racing    | Toyota      | TF104 TF104B   | Toyota RVX-04 3.0 V10    | M    | 16       | Cristiano da Matta   | 38       | Ricardo Zonta Ryan Briscoe | Ryan Briscoe                    |
| Panasonic Toyota Racing    | Toyota      | TF104 TF104B   | Toyota RVX-04 3.0 V10    | M    | 16       | Jarno Trulli         | 38       | Ricardo Zonta Ryan Briscoe | Ryan Briscoe                    |
| Panasonic Toyota Racing    | Toyota      | TF104 TF104B   | Toyota RVX-04 3.0 V10    | M    | 16/17    | Ricardo Zonta        | 38       | Ricardo Zonta Ryan Briscoe | Ryan Briscoe                    |
| Panasonic Toyota Racing    | Toyota      | TF104 TF104B   | Toyota RVX-04 3.0 V10    | M    | 17       | Olivier Panis        | 38       | Ricardo Zonta Ryan Briscoe | Ryan Briscoe                    |
| Jordan Ford                | Jordan      | EJ14           | Ford RS2 3.0 V10         | B    | 18       | Nick Heidfeld        | 39       | Timo Glock Robert Doornbos | Robert Doornbos                 |
| Jordan Ford                | Jordan      | EJ14           | Ford RS2 3.0 V10         | B    | 19       | Giorgio Pantano      | 39       | Timo Glock Robert Doornbos | Robert Doornbos                 |
| Jordan Ford                | Jordan      | EJ14           | Ford RS2 3.0 V10         | B    | 19       | Timo Glock           | 39       | Timo Glock Robert Doornbos | Robert Doornbos                 |
| Minardi Cosworth           | Minardi     | PS04B          | Cosworth CR-3 3.0 V10    | B    | 20       | Gianmaria Bruni      | 40       | Bas Leinders               | Bas Leinders Tiago Monteiro     |
| Minardi Cosworth           | Minardi     | PS04B          | Cosworth CR-3 3.0 V10    | B    | 21       | Baumgartner Zsolt    | 40       | Bas Leinders               | Bas Leinders Tiago Monteiro     |

## A 2004-es Formula–1-es szezon versenynaptára
| Száma | Hivatalos Formula–1™ Verseny név     | Nagydíj              | Pálya                           | Város / Település | Dátum          | Pályarajz         |
| ----- | ------------------------------------ | -------------------- | ------------------------------- | ----------------- | -------------- | ----------------- |
| 714   | Foster's ausztrál nagydíj            | ausztrál nagydíj     | Albert Park Grand Prix Circuit  | Melbourne         | március 7.     | Melbourne         |
| 715   | Petronas maláj nagydíj               | maláj nagydíj        | Sepang International Circuit    | Kuala Lumpur      | március 21.    | Sepang            |
| 716   | Gulf Air bahreini nagydíj            | bahreini nagydíj     | Bahrain International Circuit†  | Sakhir, Manáma    | április 4.     | Bahrein           |
| 717   | Grand Prix of San Marino             | San Marino-i Nagydíj | Autodromo Enzo e Dino Ferrari   | Imola             | április 25.    | Imola             |
| 718   | Gran Premio Marlboro de Espana       | spanyol nagydíj      | Circuit de Catalunya            | Barcelona         | május 9.       | Barcelona         |
| 719   | Grand Prix de Monaco                 | monacói nagydíj      | Circuit de Monaco               | Monte-Carlo       | május 23.      | Monte Carlo       |
| 720   | Allianz Grand Prix of Europe         | európai nagydíj      | Nürburgring                     | Nürburg           | május 30.      | Nürburgring       |
| 721   | Grand Prix Air Canada                | kanadai nagydíj      | Circuit Gilles Villeneuve       | Montréal          | június 13.     | Montréal          |
| 722   | Foster's United States Grand Prix    | amerikai nagydíj     | Indianapolis Motor Speedway     | Indianapolis      | június 20.     | Indianapolis      |
| 723   | Mobil 1 Grand Prix de France         | francia nagydíj      | Circuit de Nevers Magny-Cours   | Magny Cours       | július 4.      | Magny-Cours       |
| 724   | Foster's British Grand Prix          | brit nagydíj         | Silverstone Circuit             | Silverstone       | július 11.     | Silverstone       |
| 725   | Großer Mobil 1 Preis von Deutschland | német nagydíj        | Hockenheimring                  | Hockenheim        | július 25.     | Hockenheimring    |
| 726   | Marlboro magyar nagydíj              | magyar nagydíj       | Hungaroring                     | Mogyoród          | augusztus 15.  | Hungaroring       |
| 727   | Belgian Grand Prix                   | belga nagydíj        | Circuit de Spa-Francorchamps    | Spa               | augusztus 29.  | Spa-Francorchamps |
| 728   | Gran Premio Vodafone d'Italia        | olasz nagydíj        | Autodromo Nazionale di Monza    | Monza             | szeptember 12. | Monza             |
| 729   | Sinopec Chinese Grand Prix           | kínai nagydíj        | Shanghai International Circuit† | Sanghaj           | szeptember 26. | Shanghai          |
| 730   | Fuji Television Japanese Grand Prix  | japán nagydíj        | Suzuka Circuit                  | Szuzuka           | október 10.    | Suzuka Circuit    |
| 731   | Grande Prêmio do Brasil              | brazil nagydíj       | Autódromo José Carlos Pace      | São Paulo         | október 24.    | São Paulo         |

- †: új pálya

## 2004 versenyei

### Ausztrál nagydíj

Melbourne Grand Prix Circuit

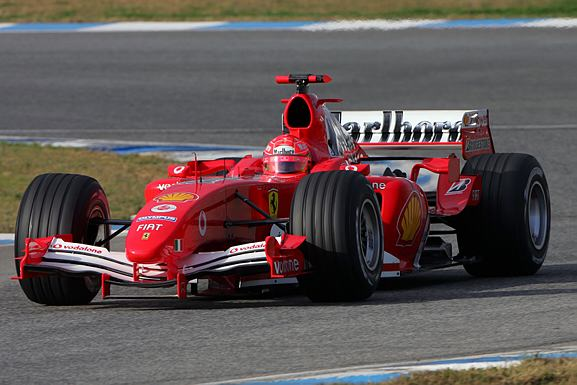
Michael Schumacher győzelemmel kezdte a szezont

Az első versenyt, az ausztrál nagydíjat 2004. március 7-én rendezték meg Melbourneben. A pályán egy kör 5,303 km, a verseny 58 körös volt.
Az időmérő edzésen a Ferrarik könnyedén szerezték meg az első sort. Michael Schumacher az első, míg csapattársa, Rubens Barrichello a második helyről rajtolhatott. A futamon Schumacher rajt-cél győzelmet szerzett, Barrichello pedig második lett. A dobogó harmadik fokára Fernando Alonso állt fel. A negyedik Ralf Schumacher lett a Williamsszel. A további pontszerzők Juan Pablo Montoya, Jenson Button, Jarno Trulli, és David Coulthard voltak. A leggyorsabb kört Michael Schumacher autózta.
A verseny után a bajnokságot Schumacher vezette két ponttal Barrichello előtt.

### Maláj nagydíj

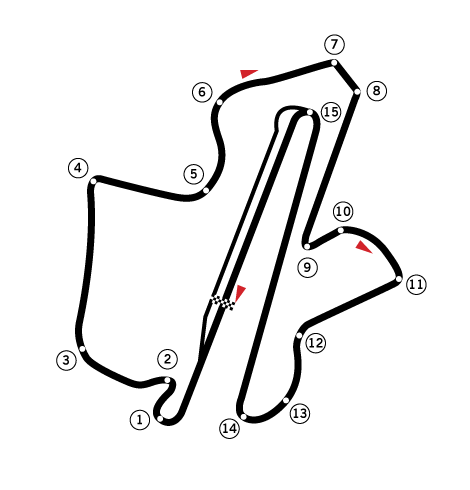
Sepang International Circuit

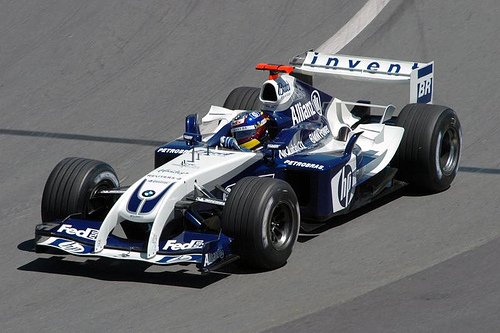
Juan Pablo Montoya második lett

A második versenyt, a maláj nagydíjat 2004. március 21-én rendezték meg Sepangban. A pályán egy kör 5,540 km, a verseny 56 körös volt.
A rajtelsőséget a szezonnyitót követően itt is Michael Schumacher szerezte meg, ám második ezúttal a Jaguaros Mark Webber lett. Három versenyző: Giorgio Pantano, Szató Takuma és Fernando Alonso motorcsere miatt tízhelyes rajtbüntetést kapott. A versenyt Schumacher nyerte, a kolumbiai Juan Pablo Montoya és a brit Jenson Button előtt. A pontszerzők további sorrendje Rubens Barrichello, Jarno Trulli, David Coulthard, Fernando Alonso és Felipe Massa volt. Mark Webber kicsúszás, Kimi Räikkönen, Nick Heidfeld és Ralf Schumacher technikai probléma miatt nem fejezte be a futamot.
A verseny után Schumacher már hét ponttal vezette a bajnokságot Barrichello előtt.

### Bahreini nagydíj

Bahrain International Circuit

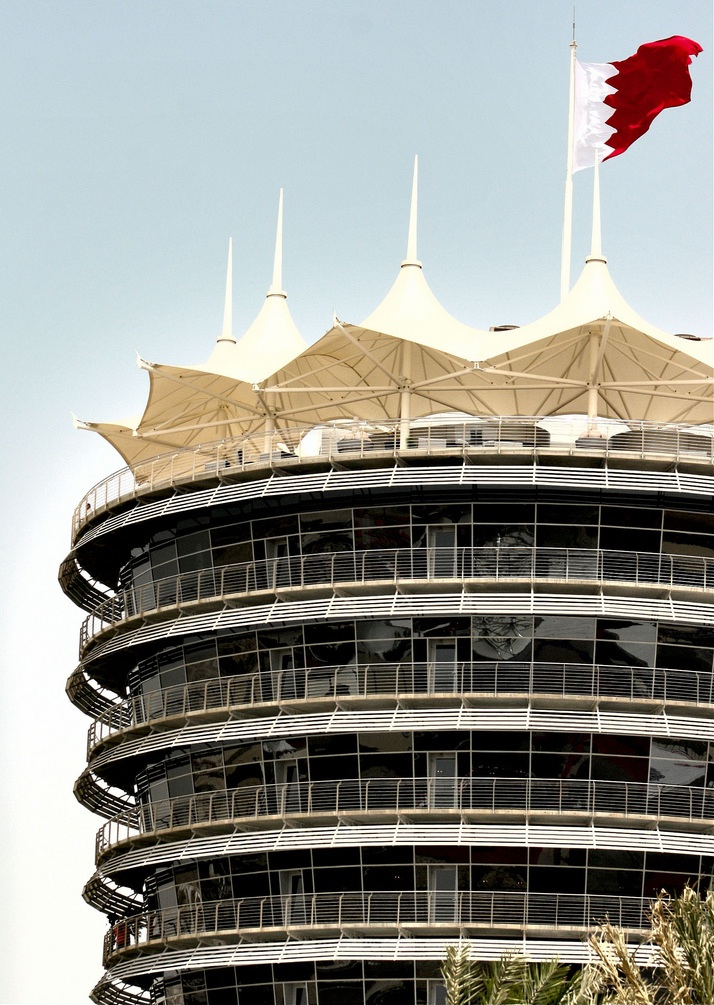
Bahrein, az első közel-keleti nagydíj helyszíne.

A harmadik versenyt, a bahreini nagydíjat 2004. április 4-én rendezték meg Szahírban. A pályán egy kör 5,420 km, a verseny 57 körös volt.
A bahreini nagydíj úttörőnek számított, hiszen ez volt a Formula–1 történelmének első közel-keleti, és az 1958-as marokkói nagydíj óta az első arab országban megrendezett futama.
Az időmérő edzésen a Ferrarik újfent megszerezték az első sort. Michael Schumacher és Rubens Barrichello után ezúttal a két Williams, Juan Pablo Montoya és Ralf Schumacher rajtolt. Nick Heidfeld, Baumgartner Zsolt és Kimi Räikkönen tízhelyes rajtbüntetést kapott motorcsere miatt. A futamon Schumacher első, Barrichello második lett, begyűjtve a Ferrari újabb kettős győzelmét. Jenson Button harmadikként ért célba, ezzel a bajnokságban is a harmadik helyre zárkózott fel. További pontszerzők sorrendje Jarno Trulli, Szató Takuma, Fernando Alonso, Ralf Schumacher, Mark Webber.
A bajnokságban Schumacher kilenc ponttal állt Barrichello előtt, a Ferrari pedig huszonkilenc ponttal a Renault előtt.

### San Marinó-i nagydíj

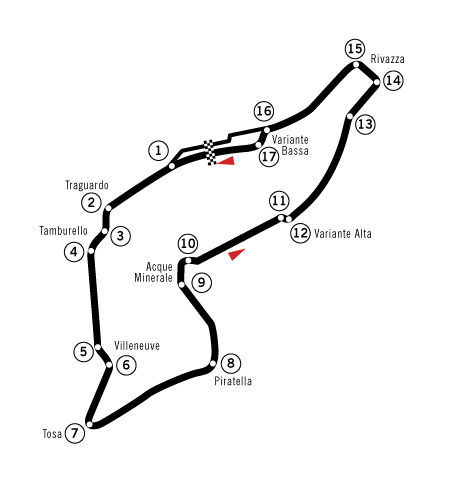
Autodromo Enzo e Dino Ferrari

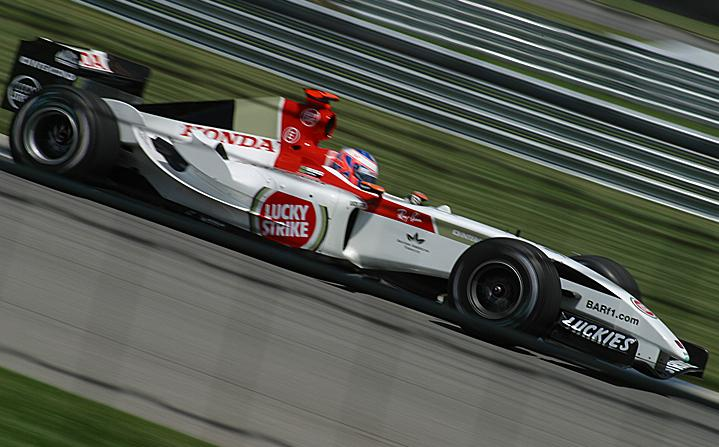
Jenson Button indult az első helyről.

A negyedik versenyt, a San Marinó-i nagydíjat 2004. április 25-én rendezték meg Imolában. A pályán egy kör 4,933 km, a verseny 62 körös volt.
Az időmérő edzésen Jenson Button megszerezte saját és csapata első rajtelsőségét. Baumgartner Zsolt és Kimi Räikkönen újfent motorcserére szorult a kvalifikációt követően. A rajt után Button fordult elsőnek, és a nyolcadik körig vezette a versenyt, amikor is Michael Schumacher került az élre. A német ettől kezdve már végig az élen állt és közel tíz másodperc előnnyel ért célba a második Button előtt. Harmadik helyen Juan Pablo Montoya, míg a negyediken Fernando Alonso végzett. Ötödik Jarno Trulli lett, akit Rubens Barrichello és Ralf Schumacher követett. Kimi Räikkönen a rajtrács huszadik pozíciójából ért fel nyolcadiknak.
Michael Schumacher ekkor már tizenhat ponttal állt Barrichello előtt, míg a Ferrari harminchárom ponttal vezette a gyártók versenyét a Renault előtt.

### Spanyol nagydíj

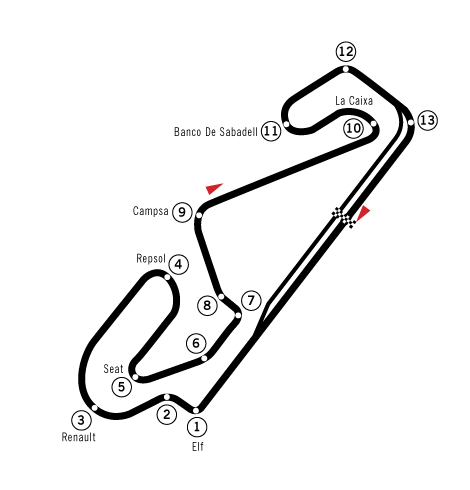
Circuit de Catalunya

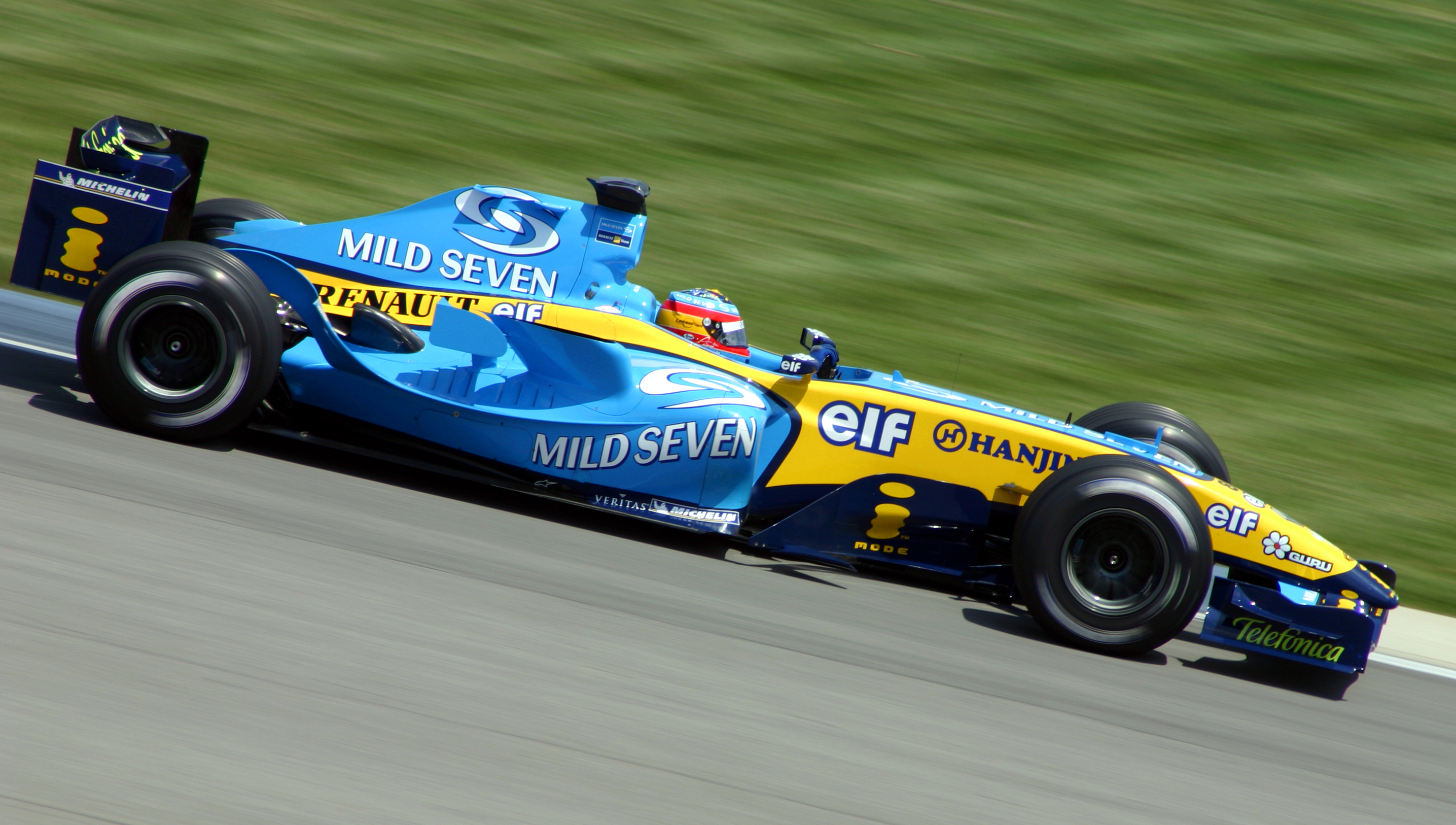
Alonso negyedik lett hazája versenyén.

Az ötödik versenyt, a spanyol nagydíjat 2004. május 9-én rendezték meg Montmelóban. A pályán egy kör 4,627 km, a verseny 66 körös volt.
Michael Schumacher szezonbeli negyedik pole-pozícióját szerezte Spanyolországban. Mellőle Juan Pablo Montoya rajtolt a második helyről, a második sorban Szató Takuma és Jarno Trulli foglalt helyet. Remek rajtjának köszönhetően Trulli fordult elsőként a célegyenes végén, közvetlen Schumacher előtt. Trulli boxkiállását követően Schumacher majd Barrichello került az élre. A brazil kiállása után ismét Schumacher állt az élre és végig vezetve a verseny hátralevő részét nyerte meg a futamot. Barrichello második, Trulli harmadikként ért célba. Fernando Alonso negyedik lett hazája versenyén, őt Szató Takuma, Ralf Schumacher, Giancarlo Fisichella és Jenson Button követte a pontszerző helyeken. Montoya fékproblémái miatt nem tudta teljesíteni a versenyt. A leggyorsabb kört Michael Schumacher futotta.

### Monacói nagydíj

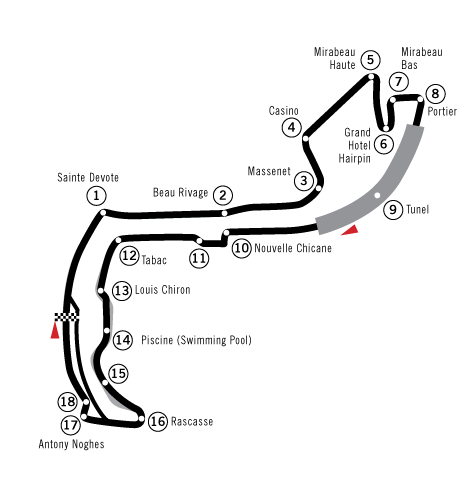
Circuit de Monaco

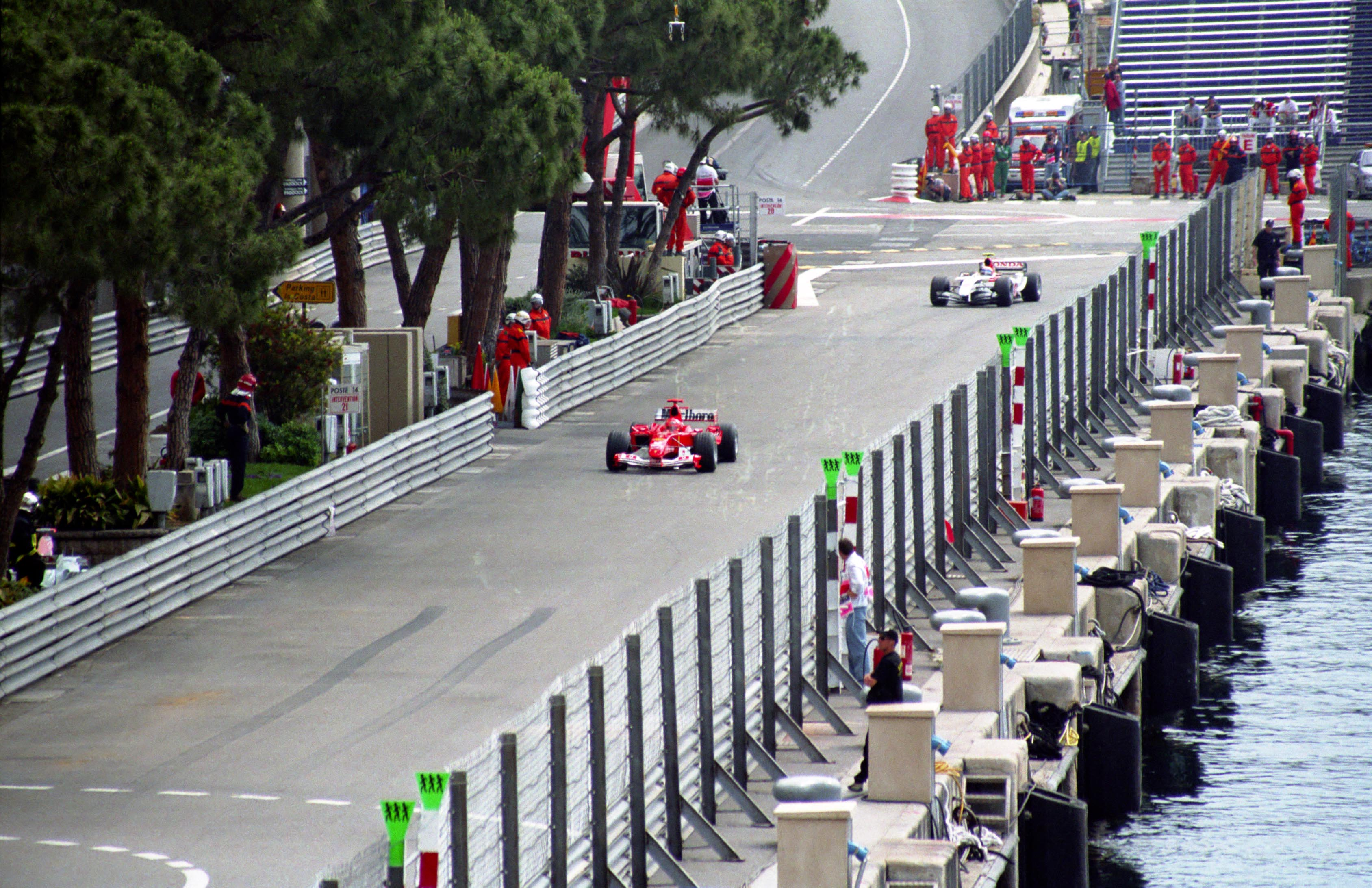
Schumacher és Szató

A hatodik versenyt, a monacói nagydíjat 2004. május 23-án rendezték meg Monacoban. A pályán egy kör 3,34 km, a verseny 77 körös volt.
A szűk utcai versenypályán Jarno Trulli pályafutása során először szerezte meg a rajtelsőséget. Ralf Schumacher második időt autózott a kvalifikáción, ám autójában motort kellett cserélni, így a második helyett a tizenkettedik pozícióból volt kénytelen rajtolni. A verseny rajtján Olivier Panis Toyotája leragadt a rajtrácson, s emiatt meg kellett ismételni a rajtot. Az új indulást követően Szató Takuma körökön keresztül füstölő motorral tartotta fel a mögötte autózókat. Giancarlo Fisichella a füstben hátulról beleszaladt az előtte haladó David Coulthardba. Mindketten kiestek a versenyből. A 41. körben Alonso az alagútban megpróbálta lekörözni Ralf Schumachert, de a spanyol megcsúszott és a korlátnak ütközött. A baleset után a biztonsági autó mögött körözött a mezőny. Ekkor Michael Schumacher állt az élen. A biztonsági autó mögött Montoya nagyon közel autózott a német Ferrarijához, és az alagútban a kolumbiai meglökte a németet, aki a betonfalnak ütközött. A versenyt végül a pole-ból induló, élete első futamgyőzelmét szerző Jarno Trulli nyerte, Jenson Button és Rubens Barrichello előtt.

### Európai nagydíj

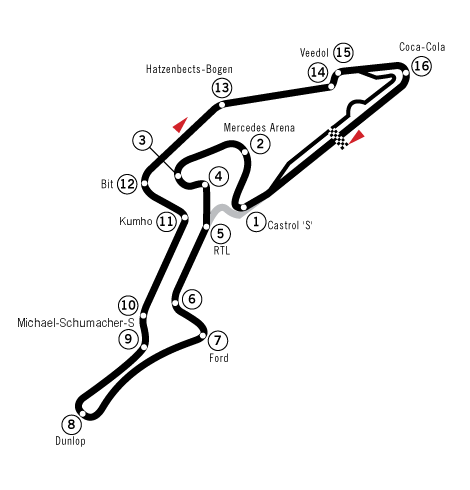
Nürburgring

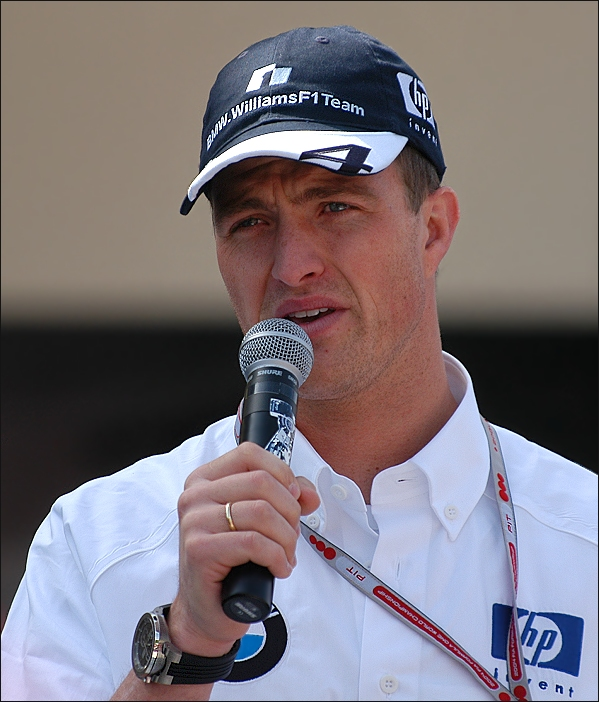
Ralf Schumacher 2004-ben a Nürburgringen

A hetedik versenyt, az európai nagydíjat 2004. május 30-án rendezték meg a Nürburgringen. A pályán egy kör 5,148 km, a verseny 60 körös volt.
A pole-pozíciót ezúttal is Michael Schumacher szerezte meg, mellőle Szató Takuma rajtolt. A rajtnál Ralf Schumacher ütközött Cristiano da Mattaval és mindketten kiestek. A versenyen újfent Schumacher dominált és a verseny nagy részét vezetve nyert. Csapattársa, Barrichello második, Jenson Button harmadik lett. Negyedik helyen Jarno Trulli ért célba, további pontszerzők Fernando Alonso, Giancarlo Fisichella, Mark Webber és Juan Pablo Montoya.
Michael Schumacher ekkor már tizennégy ponttal vezetett Barrichello előtt. A Ferrari negyvenöt ponttal állt a Renault-val szemben.

### Kanadai nagydíj

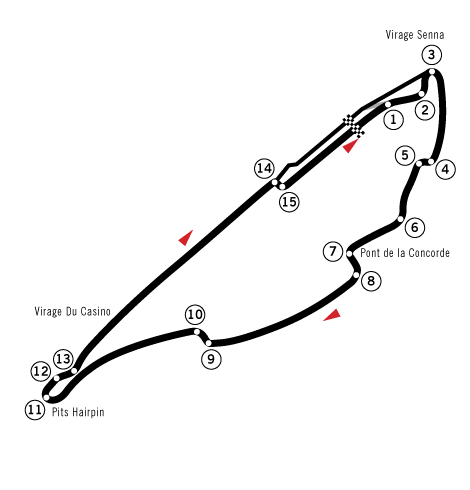
Circuit Gilles Villeneuve

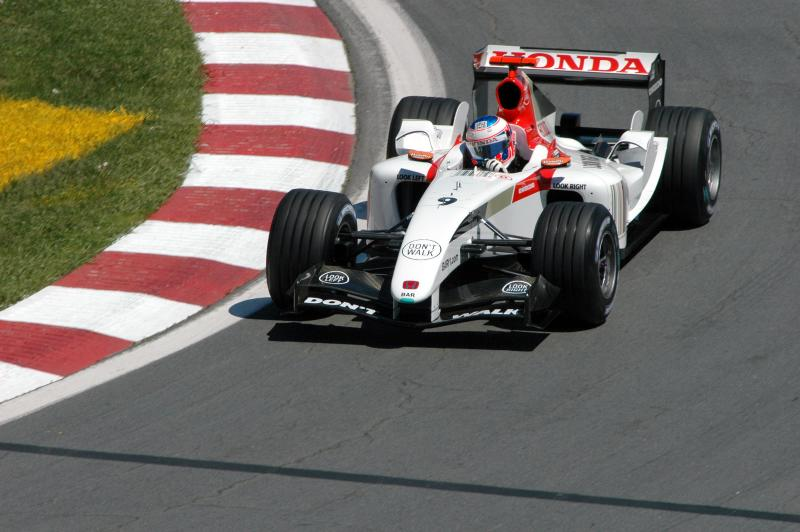
Ralf Schumacher kizárását követően Jenson Button lépett föl harmadiknak

A nyolcadik versenyt, a kanadai nagydíjat 2004. június 13-án rendezték meg Montréalban. A pályán egy kör 4,361 km, a verseny 70 körös volt.
Ralf Schumacher volt a leggyorsabb az időmérő edzésen, mellőle Jenson Button rajtolhatott, míg Michael Schumacher csak a hatodik helyet szerezte meg a kvalifikáción. A versenyen többször változott az élen autózó neve, ám végül Michael Schumachert intették le elsőként. Ralf Schumacher ért célba másodikként, de a futam utáni ellenőrzésen a Williams és a Toyota csapat versenyzőit szabálytalan fékvezetékek használata miatt kizárták. Ralf Schumacher így a második, Juan Pablo Montoya az ötödik, Cristiano da Matta a nyolcadik, Olivier Panis pedig a tizedik helyétől volt kénytelen megválni. A megváltozott sorrendben így Rubens Barrichello második, Jenson Button harmadik, Giancarlo Fisichella negyedik, Kimi Räikkönen ötödik, David Coulthard hatodik, az első Formula–1-es futamán induló Timo Glock hetedik, Nick Heidfeld pedig a nyolcadik lett.

### Amerikai nagydíj

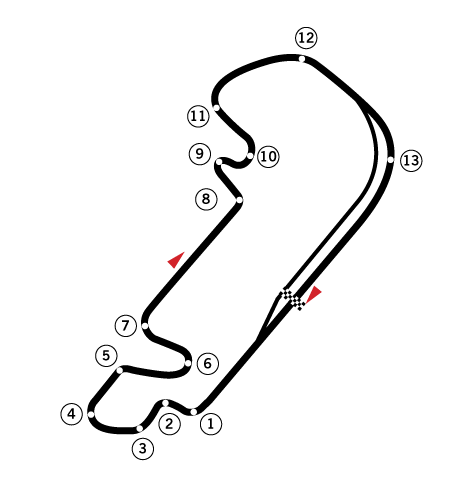
Indianapolis Motor Speedway

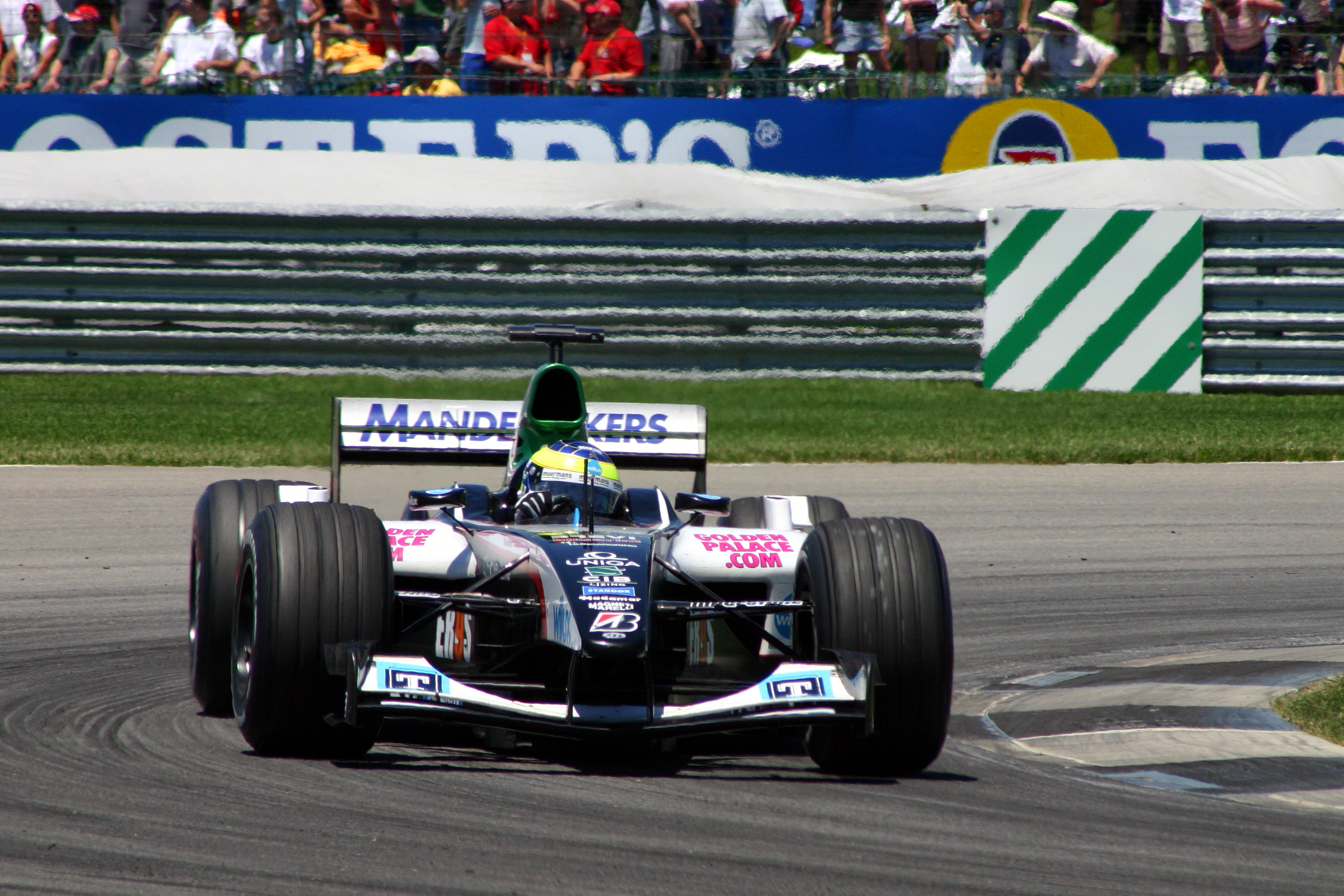
Baumgartner Zsolt megszerezte a Formula–1 történetének első magyar pontját

A kilencedik versenyt, az amerikai nagydíjat 2004. június 20-án rendezték meg Indianapolisban. A pályán egy kör 4,195 km, a verseny 73 körös volt.
Az időmérő edzésen ezúttal Rubens Barrichello szerezte meg az első helyet, második csapattársa, Schumacher lett. A verseny rajtbalesettel indult, melynek Gianmaria Bruni, Giorgio Pantano, Felipe Massa és Christian Klien is részese volt, mind a négyen feladni kényszerültek a futamot. A nyolcadik körben Alonso a célegyenes végén, míg a kilencedik körben Ralf Schumacher a pálya ovális részén ütközött a falnak, mindketten defekt miatt. Schumachernek kisebb repedés keletkezett a gerincében, ami miatt az ezt követő hat futamot kénytelen volt kihagyni. A Ferrari ismét kettős győzelemnek örülhetett, Schumacher első, Barrichello második lett, Szató Takuma pedig harmadik, megszerezve ezzel első dobogós helyezését. További sorrend Jarno Trulli, Olivier Panis, Kimi Räikkönen, David Coulthard és az első magyar pontot szerző Baumgartner Zsolt volt.

### Francia nagydíj

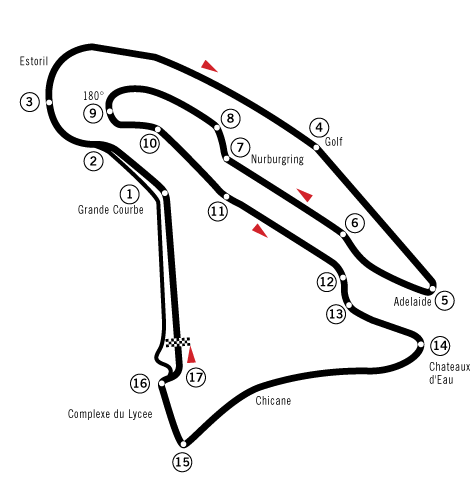
Magny-Cours

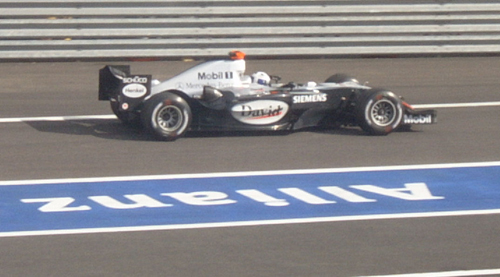
David Coulthard 2000-ben nyerni tudott Magny-Coursban, ezúttal hatodik lett

A tizedik versenyt, a francia nagydíjat 2004. július 4-én rendezték meg Magny-Coursban. A pályán egy kör 4,411 km, a verseny 70 körös volt.
Az első rajthely Fernando Alonsoé lett, másodikként Michael Schumacher rajtolt. A verseny is az ő kettőjük csatájáról szólt és a német győzelmével ért véget. Rubens Barrichello a verseny utolsó kanyarjában előzte meg Jarno Trullit, és szerezte meg a dobogó harmadik fokát. Jenson Button ötödik, David Coulthard hatodik, Kimi Räikkönen hetedik, Juan Pablo Montoya pedig a nyolcadik helyen zárt. A sérült Ralf Schumachert a spanyol Marc Gené helyettesítette, aki a tizedik helyen fejezte be a futamot.
A bajnokságot továbbra is Michael Schumacher vezette, a gyártók közt a Ferrarinak pedig kereken dupla annyi pontja volt ekkor, mint a második helyen álló Renault istállónak.

### Brit nagydíj

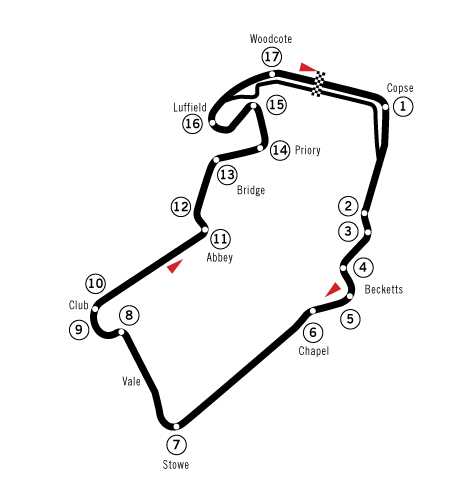
Silverstone Circuit

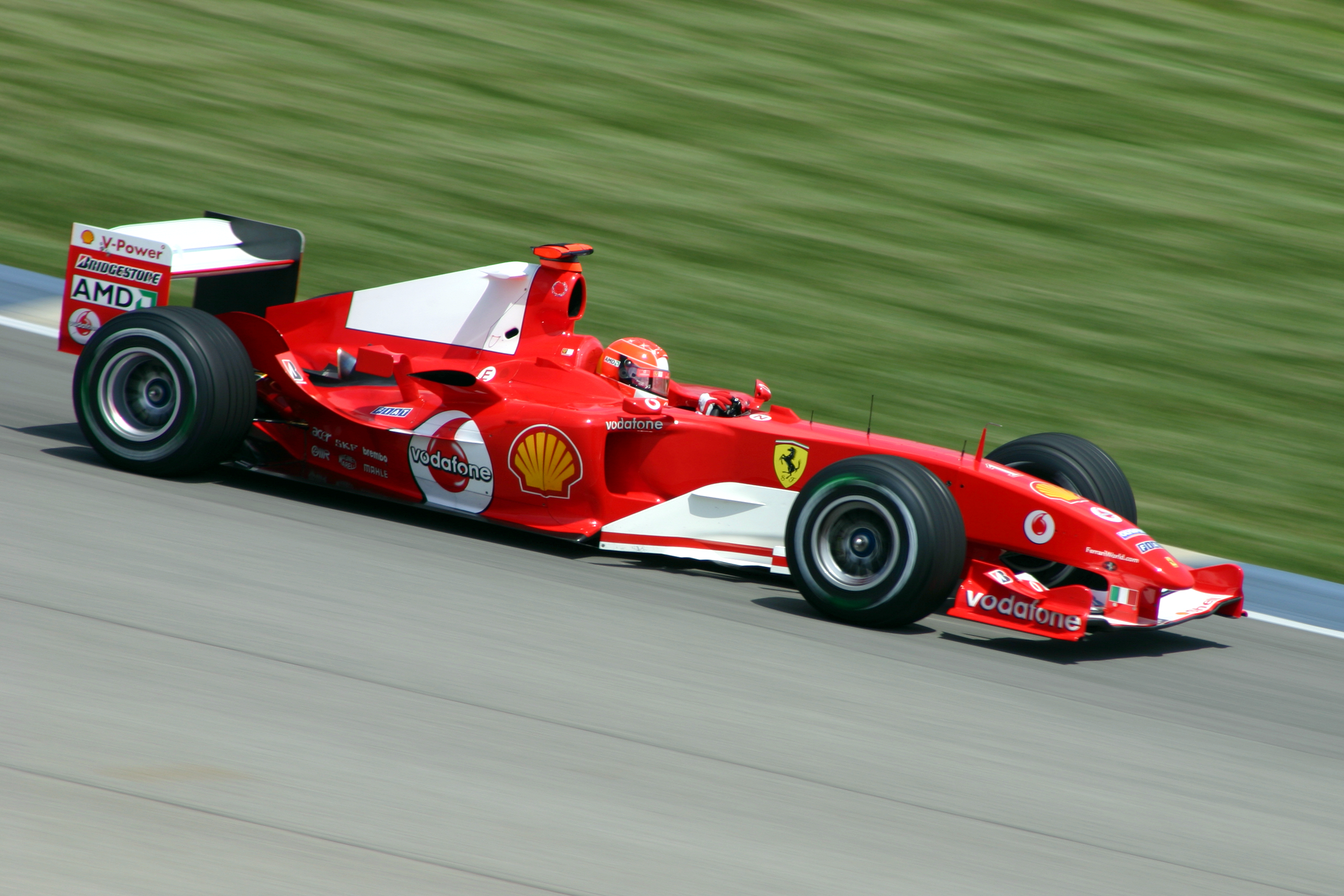
Michael Schumacher 2004-ben már a tizedik futamgyőzelmét szerezte

A tizenegyedik versenyt, a brit nagydíjat 2004. július 11-én rendezték meg Silverstonban. A pályán egy kör 5,141 km, a verseny 60 körös volt.
Kimi Räikkönen futotta a leggyorsabb időt a kvalifikáción, mögötte Rubens Barrichello végzett. A második sorból Jenson Button és Michael Schumacher rajtolt. A futamot újfent Michael Schumacher nyerte, míg Kimi Räikkönen második helyével a McLaren első dobogós helyezését szerezte az évben, harmadik Barrichello lett. További pontszerzők Jenson Button, Juan Pablo Montoya, Giancarlo Fisichella, David Coulthard és Mark Webber voltak. A verseny Jarno Trulli bukásáról maradt emlékezetes, az olasz a Bridge-kanyarban vesztette el uralmát autója felett és törte össze versenyautóját.

### Német nagydíj

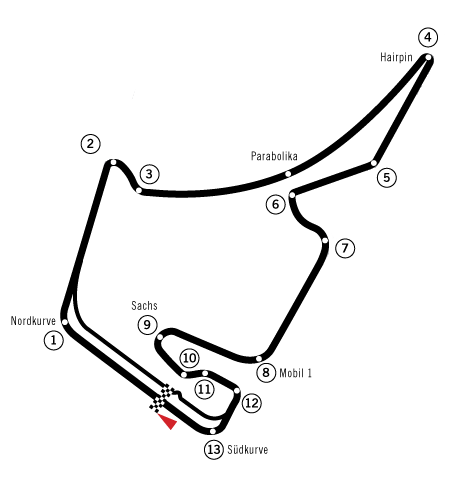
Hockenheimring

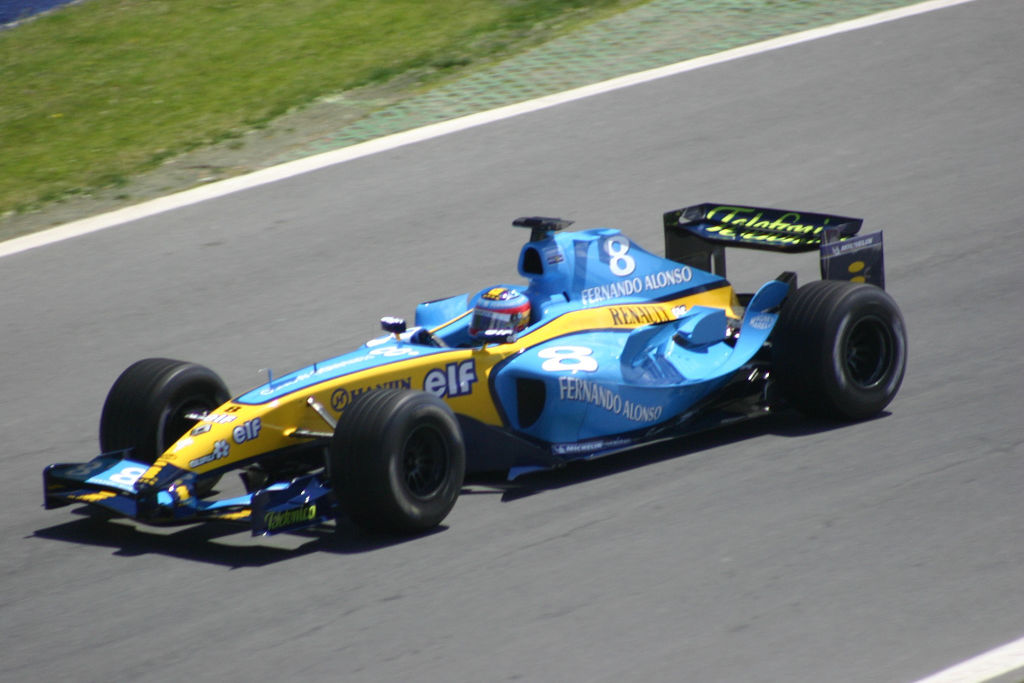
Fernando Alonso harmadik helyen végzett

A tizenkettedik versenyt, a német nagydíjat 2004. július 25-én rendezték meg Hockenheimben. A pályán egy kör 4,574 km, a verseny 66 körös volt.
A pole-pozíciót Michael Schumacher szerezte meg, a második Juan Pablo Montoya lett az időmérő edzésen. Jenson Button a kvalifikáción a harmadik helyen végzett, ám motorcseréje miatt a rajtrács tizenharmadik helyére szorult vissza. A verseny tizenharmadik körében, a célegyenes végén Kimi Räikkönen autójáról leszakadt a hátulsó légterelő szárny. A finn elveszítve kontrollját autója felett, a gumifalba csapódott. Michael Schumacher megnyerte hazája futamát, második Jenson Button, harmadik Fernando Alonso lett. Pontszerző helyeken még David Coulthard, Juan Pablo Montoya, Mark Webber, Antônio Pizzonia és Szató Takuma végzett.

### Magyar nagydíj

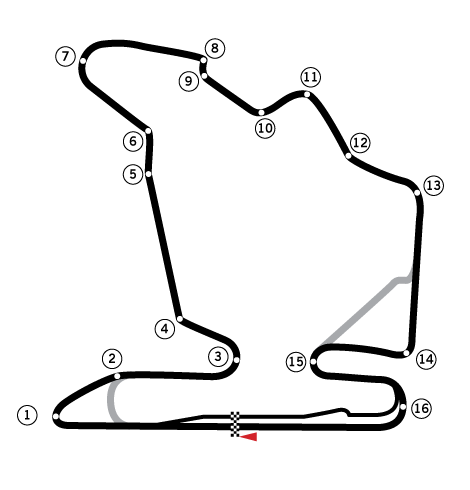
Hungaroring

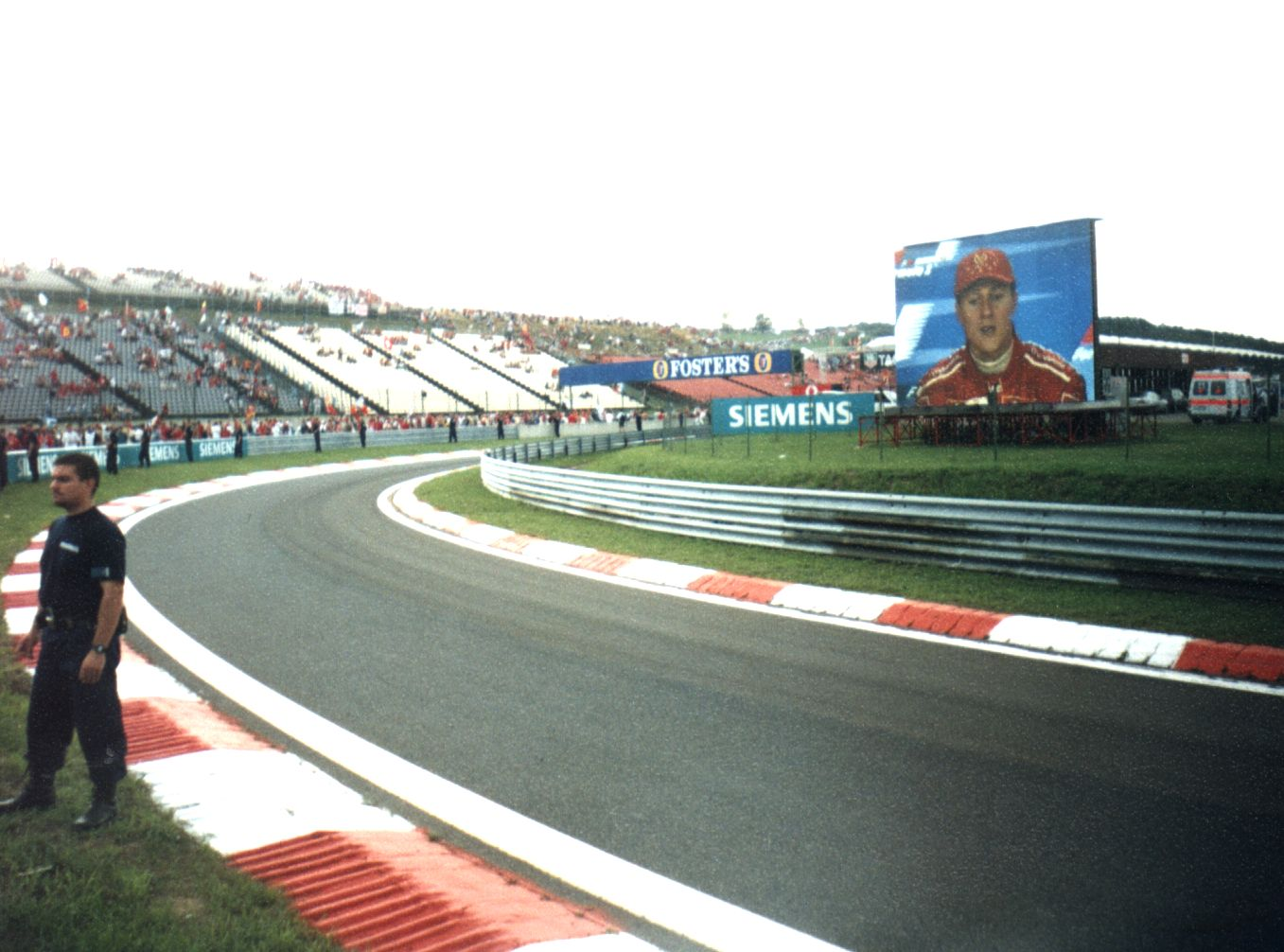
A Hungaroring célegyenesének bejárata

A tizenharmadik versenyt, a magyar nagydíjat 2004. augusztus 15-én rendezték meg a Hungaroringen. A pályán egy kör 4,381 km, a verseny 70 körös volt.
A rajtrács első sorát ismét a Ferrarik foglalták el, Schumacher, Barrichello sorrendben. Mögülük a második sorból a két BAR-Honda, Szató Takuma és Jenson Button rajtolt. Schumacher rajt-cél győzelmet szerzett, Barrichello pedig második lett. A versenyt 2003-ban megnyert Fernando Alonso harmadikként végzett. Juan Pablo Montoya negyedik, Jenson Button ötödik, Szató Takuma hatodik, Antônio Pizzonia hetedik, Giancarlo Fisichella pedig nyolcadikként ért célba.
A futam után Michael Schumachernek harmincnyolc pontos előnye volt Rubens Barrichelloval szemben, a Ferrari csapata a magyar nagydíj hétvégéjén behozhatatlan előnyre tett szert, és megnyerte a gyártók bajnokságát.

### Belga nagydíj

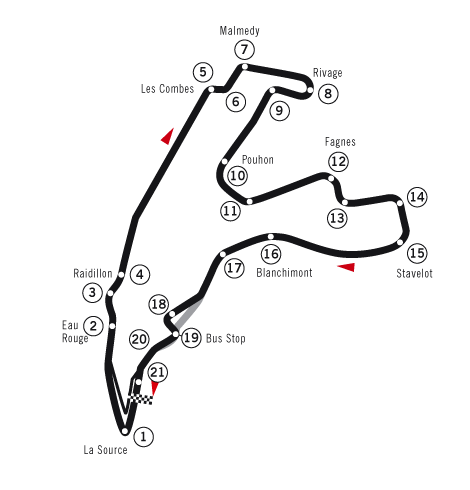
Circuit de Spa-Francorchamps

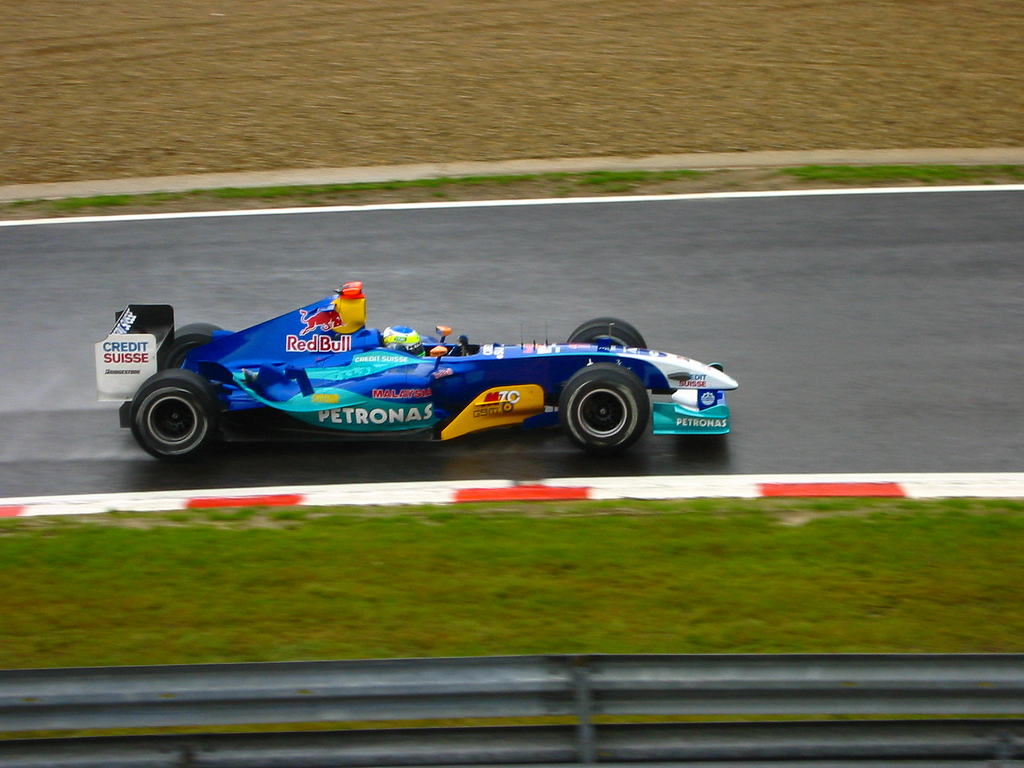
Giancarlo Fisichella a Sauberrel

A tizennegyedik versenyt, a belga nagydíjat 2004. augusztus 29-én rendezték meg Spa-Francorchampsban. A pályán egy kör 6,973 km, a verseny 44 körös volt.
Az időmérő edzést Jarno Trulli nyerte Michael Schumacher és Fernando Alonso előtt. A rajtnál Alonso lerajtolta Schumachert, és a két Renault elsőnek fordult el az első kanyarban. Az első körben a Eau Rouge után Szató Takuma ütközött Mark Webberrel. Ezt próbálta kikerülni Baumgartner és meglökte az előtte autózó Gianmaria Bruni-t. Bruni a gumifalba csapódott majd autója visszakerült az aszfaltra és beleütközött Pantano autójába. A huszonkilencedik körben Jenson Button, Baumgartner lekörözése közben defektet kapott, és kontrollját elveszítve ütközött a magyar Minardijába. A versenyt végül Kimi Räikkönen nyerte szezonbeli első győzelmét szerezve. Második Michael Schumacher, harmadik Rubens Barrichello lett.
A futam után Schumacher negyven ponttal állt Barrichello előtt, ami behozhatatlan előnynek számított, így a német hetedik világbajnoki címét ünnepelhette Belgiumban.

### Olasz nagydíj

Autodromo Nazionale Monza

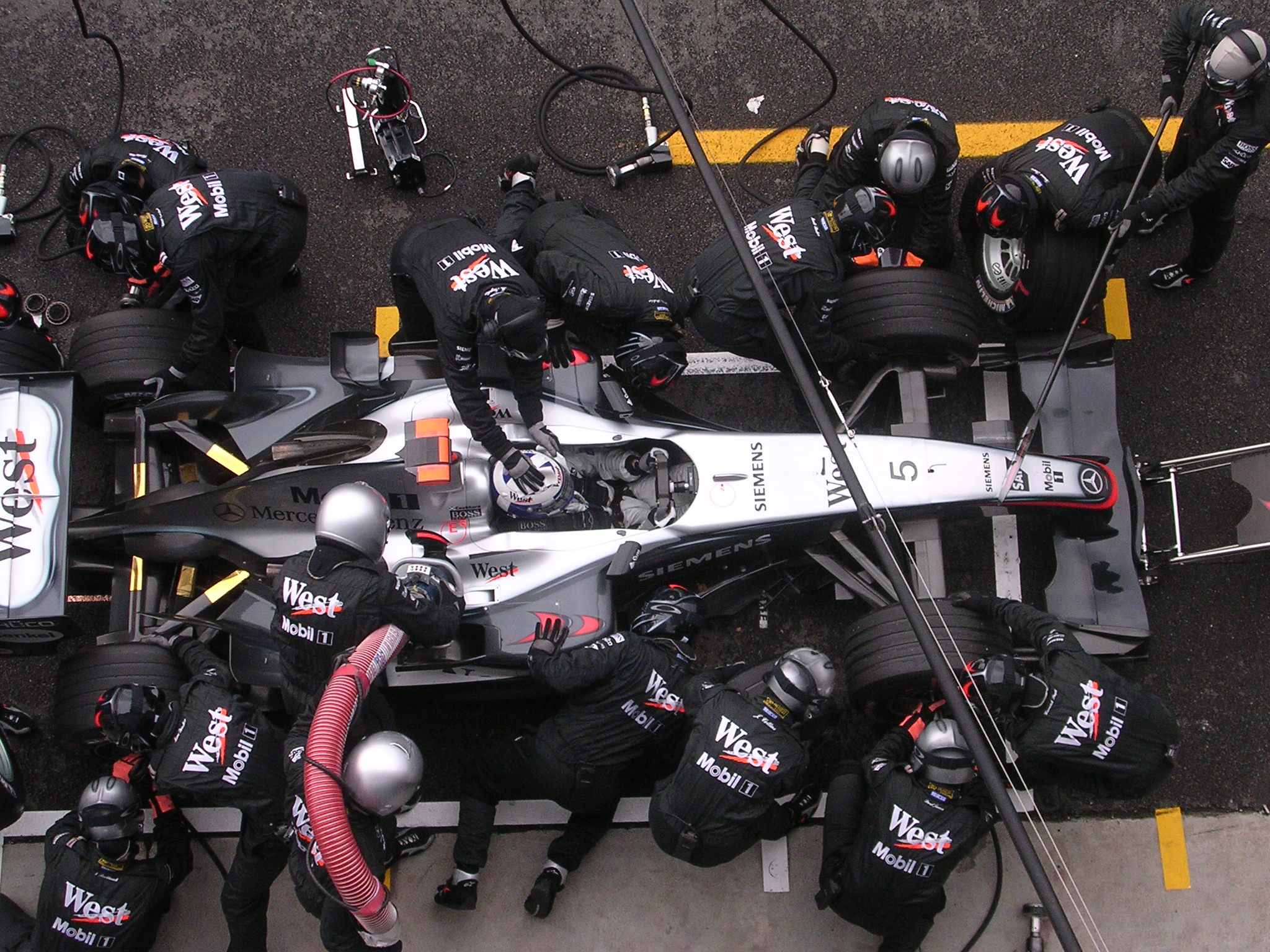
David Coulthard a boxban

A tizenötödik versenyt, az olasz nagydíjat 2004. szeptember 12-én rendezték meg Monzában. A pályán egy kör 5,793 km, a verseny 53 körös volt.
Az első helyről Rubens Barrichello, a másodikról Juan Pablo Montoya rajtolt a futamon. A harmadik helyről induló Michael Schumacher az első körben hibázott, és a mezőny végéről volt kénytelen folytatni a versenyt. A német végül a második helyen fejezte be a futamot csapattársa, Barrichello mögött. Harmadikként Jenson Button végzett, a szintén BAR-Hondás Szató előtt. Ötödik Juan Pablo Montoya, hatodik David Coulthard, hetedik Antônio Pizzonia, a nyolcadik pedig Giancarlo Fisichella lett. Ez volt Jarno Trulli utolsó versenye a Renault csapatánál, az olasz a japán nagydíjon már a Toyota alakulatával vett részt.

### Kínai nagydíj

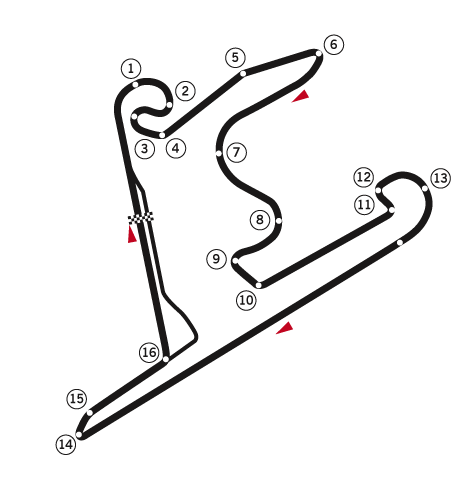
Shanghai International Circuit

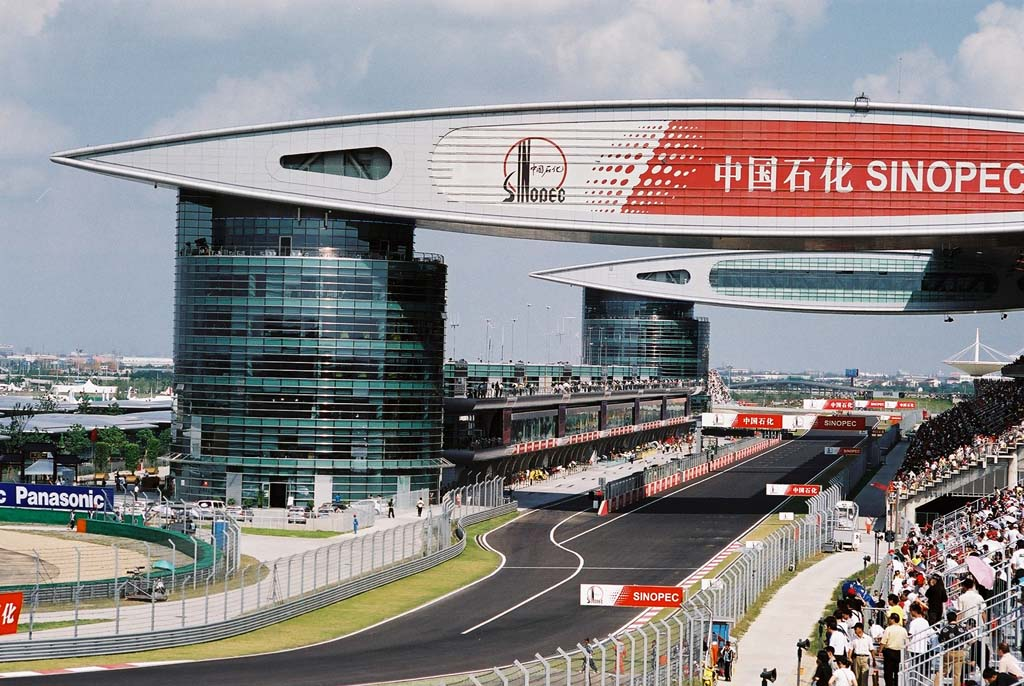
A sanghaji pálya célegyense

A tizenhatodik versenyt, a kínai nagydíjat 2004. szeptember 26-án rendezték meg Sanghajban. A pályán egy kör 5,451 km, a verseny 56 körös volt.
Az első rajthelyet ismét Rubens Barrichello szerezte meg, Michael Schumacher az utolsó helyről rajtolt, miután hibázott az időmérő edzésen, kicsúszott és nem teljesített mért kört. A futamon Olaszország után ismét Rubens Barrichello győzött, Jenson Button második, Kimi Räikkönen harmadik lett. A további pontszerzők Fernando Alonso, Juan Pablo Montoya, Szató Takuma, Giancarlo Fisichella és Felipe Massa voltak. Michael Schumacher a verseny alatt többször hibázott, valamint egy defektje is volt, így a német végül a tizenkettedik helyen ért célba.

### Japán nagydíj

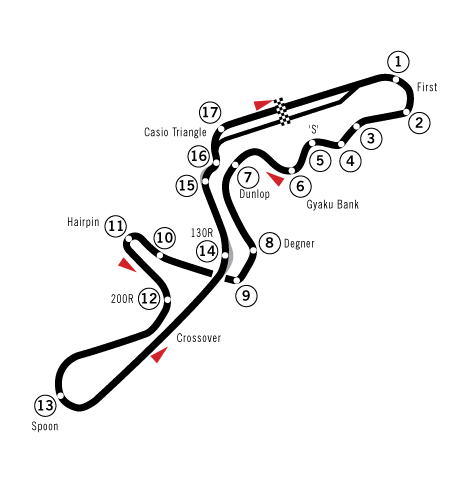
Suzuka Circuit

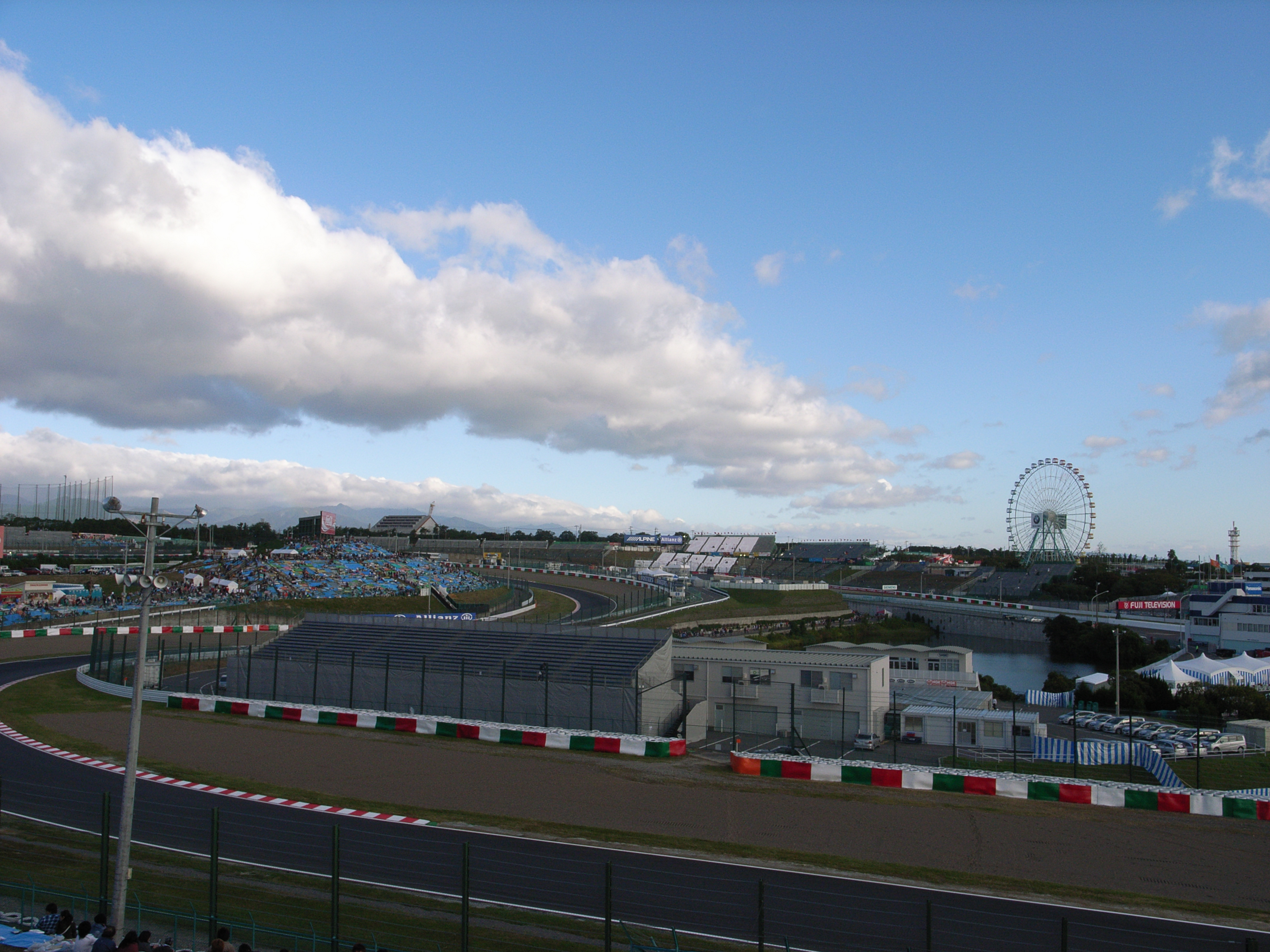
A szuzukai versenypálya

A tizenhetedik versenyt, a japán nagydíjat 2004. október 10-én rendezték meg Szuzukában. A pályán egy kör 5,807 km, a verseny 53 körös volt.
A pole-pozíciót Michael Schumacher szerezte meg öccse, Ralf Schumacher előtt. A futamon is ez a sorrend maradt. Michael rajt-cél győzelmet szerzett, öccse, Ralf második lett. A harmadik és negyedik helyen a két BAR-Honda, Jenson Button és Szató Takuma ért be. Fernando Alonso ötödik, Kimi Räikkönen hatodik, Juan Pablo Montoya hetedik, Giancarlo Fisichella pedig a nyolcadik helyen fejezte be a futamot. David Coulthard és Rubens Barrichello egymással akadt össze a harmincnyolcadik körben, mindketten kiestek. A Renault-tól való távozását követően itt tért vissza Jarno Trulli, az olasz a megromlott viszonyok miatt hagyta ott régi csapatát, és e nagydíjon a Toyota csapat autójával tizenegyedikként ért célba. A verseny leggyorsabb körét Barrichello autózta.

### Brazil nagydíj

Autódromo José Carlos Pace

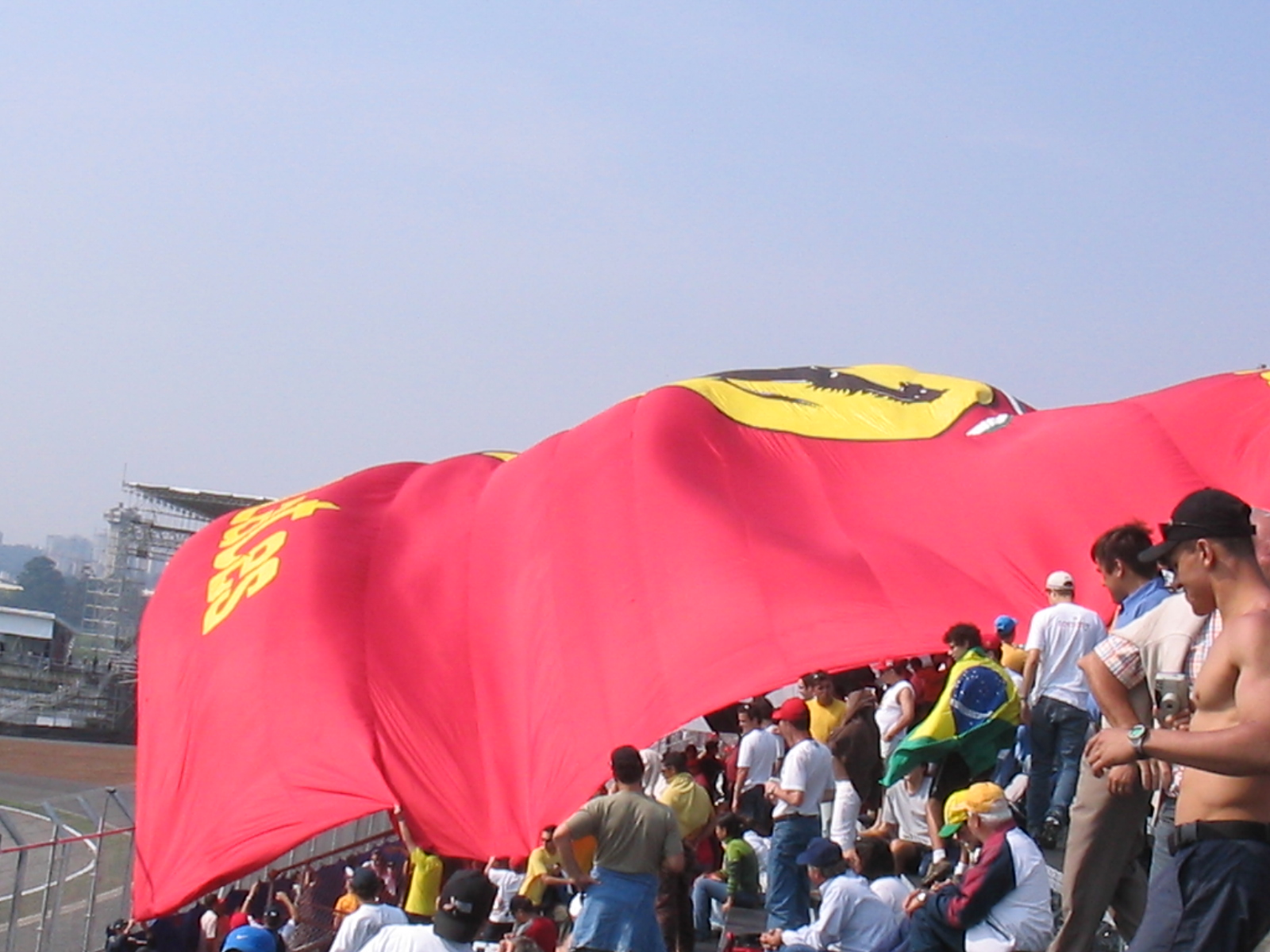
Ferrari szurkolók a lelátón

A tizennyolcadik versenyt, a brazil nagydíjat 2004. október 24-én rendezték meg São Paulóban. A pályán egy kör 4,309 km, a verseny 71 körös volt.
Rubens Barrichello szerezte meg az első rajthelyet hazája versenyén, mögötte a szintén dél-amerikai Juan Pablo Montoya végzett az időmérőn. A verseny folyamán többször váltották egymást az élen autózók, ám végül Montoyát intették le elsőként. Montoyának ez volt az utolsó versenye a Williams csapatában, a kolumbiai 2005-től a McLarennél versenyzett. Második helyen Kimi Räikkönen, a harmadikon pedig Rubens Barrichello ért célba. Negyedik Fernando Alonso, ötödik a szintén utolsó Williamses versenyét futó Ralf Schumacher lett. Szató Takuma hatodik, Michael Schumacher hetedik, Felipe Massa nyolcadikként végzett. Baumgartner Zsoltnak és Gianmaria Bruninak ez volt pályafutása utolsó Formula–1-es versenye. A leggyorsabb kört Juan Pablo Montoya futotta.

## Végeredmény
A szezon Michael Schumacher és a Ferrari dominanciájáról szólt. A szezon tizennyolc futamából tizenhármat Schumacher nyert meg, rajta kívül Rubens Barrichello kétszer, Jarno Trulli, Kimi Räikkönen és Juan Pablo Montoya pedig mind egy-egy alkalommal tudott futamot nyerni. A gyártók versenyét már a magyar nagydíj hétvégéjén megnyerte a Ferrari, míg Schumacher a belga nagydíjon lett világbajnok.

### Nagydíjak
| #  | Nagydíj              | Pole Pozíció       | Leggyorsabb kör    | Győztes pilóta     | Győztes konstruktőr | Összefoglaló |
| -- | -------------------- | ------------------ | ------------------ | ------------------ | ------------------- | ------------ |
| 1  | ausztrál nagydíj     | Michael Schumacher | Michael Schumacher | Michael Schumacher | Ferrari             | Összefoglaló |
| 2  | maláj nagydíj        | Michael Schumacher | Juan Pablo Montoya | Michael Schumacher | Ferrari             | Összefoglaló |
| 3  | bahreini nagydíj     | Michael Schumacher | Michael Schumacher | Michael Schumacher | Ferrari             | Összefoglaló |
| 4  | San Marinó-i nagydíj | Jenson Button      | Michael Schumacher | Michael Schumacher | Ferrari             | Összefoglaló |
| 5  | spanyol nagydíj      | Michael Schumacher | Michael Schumacher | Michael Schumacher | Ferrari             | Összefoglaló |
| 6  | monacói nagydíj      | Jarno Trulli       | Michael Schumacher | Jarno Trulli       | Renault             | Összefoglaló |
| 7  | európai nagydíj      | Michael Schumacher | Michael Schumacher | Michael Schumacher | Ferrari             | Összefoglaló |
| 8  | kanadai nagydíj      | Ralf Schumacher    | Rubens Barrichello | Michael Schumacher | Ferrari             | Összefoglaló |
| 9  | amerikai nagydíj     | Rubens Barrichello | Rubens Barrichello | Michael Schumacher | Ferrari             | Összefoglaló |
| 10 | francia nagydíj      | Fernando Alonso    | Michael Schumacher | Michael Schumacher | Ferrari             | Összefoglaló |
| 11 | brit nagydíj         | Kimi Räikkönen     | Michael Schumacher | Michael Schumacher | Ferrari             | Összefoglaló |
| 12 | német nagydíj        | Michael Schumacher | Kimi Räikkönen     | Michael Schumacher | Ferrari             | Összefoglaló |
| 13 | magyar nagydíj       | Michael Schumacher | Michael Schumacher | Michael Schumacher | Ferrari             | Összefoglaló |
| 14 | belga nagydíj        | Jarno Trulli       | Kimi Räikkönen     | Kimi Räikkönen     | McLaren             | Összefoglaló |
| 15 | olasz nagydíj        | Rubens Barrichello | Rubens Barrichello | Rubens Barrichello | Ferrari             | Összefoglaló |
| 16 | kínai nagydíj        | Rubens Barrichello | Michael Schumacher | Rubens Barrichello | Ferrari             | Összefoglaló |
| 17 | japán nagydíj        | Michael Schumacher | Rubens Barrichello | Michael Schumacher | Ferrari             | Összefoglaló |
| 18 | brazil nagydíj       | Rubens Barrichello | Juan Pablo Montoya | Juan Pablo Montoya | Williams            | Összefoglaló |

### Versenyzők
Pontozás:
| Helyezés | 1. | 2. | 3. | 4. | 5. | 6. | 7. | 8. | 9.- |
| -------- | -- | -- | -- | -- | -- | -- | -- | -- | --- |
| Pontok   | 10 | 8  | 6  | 5  | 4  | 3  | 2  | 1  | 0   |

(Félkövér: pole-pozíció, dőlt: leggyorsabb kör, a színkódokról részletes információ itt található)
| #  | Versenyző            | AUS | MAL | BHR | SMR | ESP | MON | EUR | CAN | USA | FRA | GBR | GER | HUN | BEL | ITA | CHN | JPN | BRA | Pontszám |
| -- | -------------------- | --- | --- | --- | --- | --- | --- | --- | --- | --- | --- | --- | --- | --- | --- | --- | --- | --- | --- | -------- |
| 1  | Michael Schumacher   | 1   | 1   | 1   | 1   | 1   | Ki  | 1   | 1   | 1   | 1   | 1   | 1   | 1   | 2   | 2   | 12  | 1   | 7   | 148      |
| 2  | Rubens Barrichello   | 2   | 4   | 2   | 6   | 2   | 3   | 2   | 2   | 2   | 3   | 3   | 12  | 2   | 3   | 1   | 1   | Ki  | 3   | 114      |
| 3  | Jenson Button        | 6   | 3   | 3   | 2   | 8   | 2   | 3   | 3   | Ki  | 5   | 4   | 2   | 5   | Ki  | 3   | 2   | 3   | Ki  | 85       |
| 4  | Fernando Alonso      | 3   | 7   | 6   | 4   | 4   | Ki  | 5   | Ki  | Ki  | 2   | 10  | 3   | 3   | Ki  | Ki  | 4   | 5   | 4   | 59       |
| 5  | Juan Pablo Montoya   | 5   | 2   | 13  | 3   | Ki  | 4   | 8   | KIZ | KIZ | 8   | 5   | 5   | 4   | Ki  | 5   | 5   | 7   | 1   | 58       |
| 6  | Jarno Trulli         | 7   | 5   | 4   | 5   | 3   | 1   | 4   | Ki  | 4   | 4   | Ki  | 11  | Ki  | 9   | 10  |     | 11  | 12  | 46       |
| 7  | Kimi Räikkönen       | Ki  | Ki  | Ki  | 8   | 11  | Ki  | Ki  | 5   | 6   | 7   | 2   | Ki  | Ki  | 1   | Ki  | 3   | 6   | 2   | 45       |
| 8  | Szató Takuma         | 9   | 15  | 5   | 16  | 5   | Ki  | Ki  | Ki  | 3   | Ki  | 11  | 8   | 6   | Ki  | 4   | 6   | 4   | 6   | 34       |
| 9  | Ralf Schumacher      | 4   | Ki  | 7   | 7   | 6   | 10  | Ki  | KIZ | Ki  | EÜ  | EÜ  | EÜ  | EÜ  | EÜ  | EÜ  | Ki  | 2   | 5   | 24       |
| 10 | David Coulthard      | 8   | 6   | Ki  | 12  | 10  | Ki  | Ki  | 6   | 7   | 6   | 7   | 4   | 9   | 7   | 6   | 9   | Ki  | 11  | 24       |
| 11 | Giancarlo Fisichella | 10  | 11  | 11  | 9   | 7   | Ki  | 6   | 4   | 9   | 12  | 6   | 9   | 8   | 5   | 8   | 7   | 8   | 9   | 22       |
| 12 | Felipe Massa         | Ki  | 8   | 12  | 10  | 9   | 5   | 9   | Ki  | Ki  | 13  | 9   | 13  | Ki  | 4   | 12  | 8   | 9   | 8   | 12       |
| 13 | Mark Webber          | Ki  | Ki  | 8   | 13  | 12  | Ki  | 7   | Ki  | Ki  | 9   | 8   | 6   | 10  | Ki  | 9   | 10  | Ki  | Ki  | 7        |
| 14 | Olivier Panis        | 13  | 12  | 9   | 11  | Ki  | 8   | 11  | KIZ | 5   | 15  | Ki  | 14  | 11  | 8   | Ki  | 14  | 14  |     | 6        |
| 15 | Antônio Pizzonia     |     |     |     |     |     |     |     |     |     |     |     | 7   | 7   | Ki  | 7   |     |     |     | 6        |
| 16 | Christian Klien      | 11  | 10  | 14  | 14  | Ki  | Ki  | 12  | 9   | Ki  | 11  | 14  | 10  | 13  | 6   | 13  | Ki  | 12  | 14  | 3        |
| 17 | Cristiano da Matta   | 12  | 9   | 10  | Ki  | 13  | 6   | Ki  | KIZ | Ki  | 14  | 13  | Ki  |     |     |     |     |     |     | 3        |
| 18 | Nick Heidfeld        | Ki  | Ki  | 15  | Ki  | Ki  | 7   | 10  | 8   | Ki  | 16  | 15  | Ki  | 12  | 11  | 14  | 13  | 13  | Ki  | 3        |
| 19 | Timo Glock           |     |     |     |     |     |     |     | 7   |     |     |     |     |     |     |     | 15  | 15  | 15  | 2        |
| 20 | Baumgartner Zsolt    | Ki  | 16  | Ki  | 15  | Ki  | 9   | 15  | 10  | 8   | Ki  | Ki  | 16  | 15  | Ki  | 15  | 16  | Ki  | 16  | 1        |
| 21 | Jacques Villeneuve   |     |     |     |     |     |     |     |     |     |     |     |     |     |     |     | 11  | 10  | 10  | 0        |
| 22 | Ricardo Zonta        |     |     |     |     |     |     |     |     |     |     |     |     | Ki  | 10  | 11  | Ki  |     | 13  | 0        |
| 23 | Marc Gené            |     |     |     |     |     |     |     |     |     | 10  | 12  |     |     |     |     |     |     |     | 0        |
| 24 | Giorgio Pantano      | 14  | 13  | 16  | Ki  | Ki  | Ki  | 13  |     | Ki  | 17  | Ki  | 15  | Ki  | Ki  | Ki  |     |     |     | 0        |
| 25 | Gianmaria Bruni      | HN  | 14  | 17  | Ki  | Ki  | Ki  | 14  | Ki  | Ki  | 18  | 16  | 17  | 14  | Ki  | Ki  | Ki  | 16  | 17  | 0        |
| #  | Versenyző            | AUS | MAL | BHR | SMR | ESP | MON | EUR | CAN | USA | FRA | GBR | GER | HUN | BEL | ITA | CHN | JPN | BRA | Pontszám |

| Helyezés | +/- | Versenyző            | Csapat           | Rajt | Győzelem | Dobogós helyezés | Pole pozíció | Leggyorsabb kör | Pont |
| -------- | --- | -------------------- | ---------------- | ---- | -------- | ---------------- | ------------ | --------------- | ---- |
| 1        | 0   | Michael Schumacher   | Ferrari          | 18   | 13       | 15               | 8            | 10              | 148  |
| 2        | +2  | Rubens Barrichello   | Ferrari          | 18   | 2        | 14               | 4            | 4               | 114  |
| 3        | +6  | Jenson Button        | BAR Honda        | 18   | 0        | 10               | 1            | 0               | 85   |
| 4        | +2  | Fernando Alonso      | Renault          | 18   | 0        | 4                | 1            | 0               | 59   |
| 5        | -2  | Juan Pablo Montoya   | Williams BMW     | 18   | 1        | 3                | 0            | 2               | 58   |
| 6        | +2  | Jarno Trulli         | Renault Toyota   | 17   | 1        | 2                | 2            | 0               | 46   |
| 7        | -5  | Kimi Räikkönen       | McLaren Mercedes | 18   | 1        | 4                | 1            | 2               | 45   |
| 8        | +10 | Szató Takuma         | BAR Honda        | 18   | 0        | 1                | 0            | 0               | 34   |
| 9        | -4  | Ralf Schumacher      | Williams BMW     | 12   | 0        | 1                | 1            | 0               | 24   |
| 10       | -3  | David Coulthard      | McLaren Mercedes | 18   | 0        | 0                | 0            | 0               | 24   |
| 11       | +1  | Giancarlo Fisichella | Sauber Petronas  | 18   | 0        | 0                | 0            | 0               | 22   |
| 12       | 0   | Felipe Massa         | Sauber Petronas  | 18   | 0        | 0                | 0            | 0               | 12   |
| 13       | -3  | Mark Webber          | Jaguar Cosworth  | 18   | 0        | 0                | 0            | 0               | 7    |
| 14       | +1  | Olivier Panis        | Toyota           | 17   | 0        | 0                | 0            | 0               | 6    |
| 15       | +6  | Antônio Pizzonia     | Williams BMW     | 4    | 0        | 0                | 0            | 0               | 6    |
| 16       | 0   | Christian Klien      | Jaguar Cosworth  | 18   | 0        | 0                | 0            | 0               | 3    |
| 17       | -4  | Cristiano da Matta   | Toyota           | 12   | 0        | 0                | 0            | 0               | 3    |
| 18       | -4  | Nick Heidfeld        | Jordan Ford      | 18   | 0        | 0                | 0            | 0               | 3    |
| 19       | 0   | Timo Glock           | Jordan Ford      | 4    | 0        | 0                | 0            | 0               | 2    |
| 20       | +4  | Baumgartner Zsolt    | Minardi Cosworth | 18   | 0        | 0                | 0            | 0               | 1    |
| 21       | -5  | Jacques Villeneuve   | Renault          | 3    | 0        | 0                | 0            | 0               | 0    |
| 22       | 0   | Ricardo Zonta        | Toyota           | 5    | 0        | 0                | 0            | 0               | 0    |
| 23       | -6  | Marc Gené            | Williams BMW     | 2    | 0        | 0                | 0            | 0               | 0    |
| 24       | 0   | Giorgio Pantano      | Jordan Ford      | 14   | 0        | 0                | 0            | 0               | 0    |
| 25       | 0   | Gianmaria Bruni      | Minardi Cosworth | 18   | 0        | 0                | 0            | 0               | 0    |

- +/- A versenyző helyezése a 2003-as világbajnoksághoz képest.

### Konstruktőrök
| Helyezés | Konstruktőr | AUS | MAL | BHR | SMR | ESP | MON | EUR | CAN | USA | FRA | GBR | GER | HUN | BEL | ITA | CHN | JPN | BRA | Pont |
| -------- | ----------- | --- | --- | --- | --- | --- | --- | --- | --- | --- | --- | --- | --- | --- | --- | --- | --- | --- | --- | ---- |
| 1        | Ferrari     | 1   | 1   | 1   | 1   | 1   | Ki  | 1   | 1   | 1   | 1   | 1   | 1   | 1   | 2   | 2   | 12  | 1   | 7   | 262  |
| 1        | Ferrari     | 2   | 4   | 2   | 6   | 2   | 3   | 2   | 2   | 2   | 3   | 3   | 12  | 2   | 3   | 1   | 1   | Ki  | 3   | 262  |
| 2        | BAR         | 6   | 3   | 3   | 2   | 8   | 2   | 3   | 3   | Ki  | 5   | 4   | 2   | 5   | Ki  | 3   | 2   | 3   | Ki  | 119  |
| 2        | BAR         | 9   | 15  | 5   | 16  | 5   | Ki  | Ki  | Ki  | 3   | Ki  | 11  | 8   | 6   | Ki  | 4   | 6   | 4   | 6   | 119  |
| 3        | Renault     | 7   | 5   | 4   | 5   | 3   | 1   | 4   | Ki  | 4   | 4   | Ki  | 11  | Ki  | 9   | 10  | 11  | 10  | 10  | 105  |
| 3        | Renault     | 3   | 7   | 6   | 4   | 4   | Ki  | 5   | Ki  | Ki  | 2   | 10  | 3   | 3   | Ki  | Ki  | 4   | 5   | 4   | 105  |
| 4        | Williams    | 5   | 2   | 13  | 3   | Ki  | 4   | 8   | Kiz | Kiz | 8   | 5   | 5   | 4   | Ki  | 5   | 5   | 7   | 1   | 88   |
| 4        | Williams    | 4   | Ki  | 7   | 7   | 6   | 10  | Ki  | Kiz | Ki  | 10  | 12  | 7   | 7   | Ki  | 7   | Ki  | 2   | 5   | 88   |
| 5        | McLaren     | 8   | 6   | Ki  | 12  | 10  | Ki  | Ki  | 6   | 7   | 6   | 7   | 4   | 9   | 7   | 6   | 9   | Ki  | 11  | 69   |
| 5        | McLaren     | Ki  | Ki  | Ki  | 8   | 11  | Ki  | Ki  | 5   | 6   | 7   | 2   | Ki  | Ki  | 1   | Ki  | 3   | 6   | 2   | 69   |
| 6        | Sauber      | 10  | 11  | 11  | 9   | 7   | Ki  | 6   | 4   | 9   | 12  | 6   | 9   | 8   | 5   | 8   | 7   | 8   | 9   | 34   |
| 6        | Sauber      | Ki  | 8   | 12  | 10  | 9   | 5   | 9   | Ki  | Ki  | 13  | 9   | 13  | Ki  | 4   | 12  | 8   | 9   | 8   | 34   |
| 7        | Jaguar      | Ki  | Ki  | 8   | 13  | 12  | Ki  | 7   | Ki  | Ki  | 9   | 8   | 6   | 10  | Ki  | 9   | 10  | Ki  | Ki  | 10   |
| 7        | Jaguar      | 11  | 10  | 14  | 14  | Ki  | Ki  | 12  | 9   | Ki  | 11  | 14  | 10  | 13  | 6   | 13  | Ki  | 12  | 14  | 10   |
| 8        | Toyota      | 12  | 9   | 10  | Ki  | 13  | 6   | Ki  | Kiz | Ki  | 14  | 13  | Ki  | Ki  | 10  | 11  | Ki  | 11  | 12  | 9    |
| 8        | Toyota      | 13  | 12  | 9   | 11  | Ki  | 8   | 11  | Kiz | 5   | 15  | Ki  | 14  | 11  | 8   | Ki  | 14  | 14  | 13  | 9    |
| 9        | Jordan      | Ki  | Ki  | 15  | Ki  | Ki  | 7   | 10  | 8   | Ki  | 16  | 15  | Ki  | 12  | 11  | 14  | 13  | 13  | Ki  | 5    |
| 9        | Jordan      | 14  | 13  | 16  | Ki  | Ki  | Ki  | 13  | 7   | Ki  | 17  | Ki  | 15  | Ki  | Ki  | Ki  | 15  | 15  | 15  | 5    |
| 10       | Minardi     | NC  | 14  | 17  | Ki  | Ki  | Ki  | 14  | Ki  | Ki  | 18  | 16  | 17  | 14  | Ki  | Ki  | Ki  | 16  | 17  | 1    |
| 10       | Minardi     | Ki  | 16  | Ki  | 15  | Ki  | 9   | 15  | 10  | 8   | Ki  | Ki  | 16  | 15  | Ki  | 15  | 16  | Ki  | 16  | 1    |
| Helyezés | Konstruktőr | AUS | MAL | BHR | SMR | ESP | MON | EUR | CAN | USA | FRA | GBR | GER | HUN | BEL | ITA | CHN | JPN | BRA | Pont |

| Helyezés | +/- | Konstruktőr | Modell         | Motor    | Gumi | Rajt | Győzelem | Dobogó | Pole pozíció | Leggyorsabb kör | Pont |
| -------- | --- | ----------- | -------------- | -------- | ---- | ---- | -------- | ------ | ------------ | --------------- | ---- |
| 1        | 0   | Ferrari     | F2004          | Ferrari  | B    | 18   | 15       | 29     | 12           | 14              | 262  |
| 2        | +3  | BAR         | 006            | Honda    | M    | 18   | 0        | 11     | 1            | 0               | 119  |
| 3        | +1  | Renault     | R24            | Renault  | M    | 18   | 1        | 6      | 3            | 0               | 105  |
| 4        | -2  | Williams    | FW26           | BMW      | M    | 18   | 1        | 4      | 1            | 2               | 88   |
| 5        | -2  | McLaren     | MP4-19 MP4-19B | Mercedes | M    | 18   | 1        | 4      | 1            | 2               | 69   |
| 6        | 0   | Sauber      | C23            | Petronas | B    | 18   | 0        | 0      | 0            | 0               | 34   |
| 7        | 0   | Jaguar      | R5             | Cosworth | M    | 18   | 0        | 0      | 0            | 0               | 10   |
| 8        | 0   | Toyota      | TF104 TF104B   | Toyota   | M    | 18   | 0        | 0      | 0            | 0               | 9    |
| 9        | 0   | Jordan      | EJ14           | Cosworth | B    | 18   | 0        | 0      | 0            | 0               | 5    |
| 10       | 0   | Minardi     | PS04B          | Cosworth | B    | 18   | 0        | 0      | 0            | 0               | 1    |

- +/- A csapat helyezése 2003-hoz képest

## Közvetítések
A 2004-es szezonban az RTL Klub csatorna közvetítette élőben az időmérő edzéseket és a futamokat. A magyar idő szerint kora reggeli versenyeket délután meg is ismételték. A magyar nagydíj kivételével valamennyi futamot a budapesti stúdióból kommentálták. A kommentátorok Palik László és Czollner Gyula voltak, Palikot szükség esetén Wéber Gábor helyettesítette szakkommentátorként. A helyszíni riporter egymást váltva Szujó Zoltán és Faragó András volt. A stúdióműsorokat Gyulai Balázs és Héder Barna vezették, állandó vendégeik Wéber Gábor és Szabó Róbert voltak.

## Videók
- A szezon összefoglalója. YouTube